# Delft
Delft (anhörenⓘ) ist eine niederländische Universitätsstadt in der Provinz Südholland zwischen Den Haag und Rotterdam am südlichen Teil des Rhein-Schie-Kanals. Diese am 1. Januar 2025 110.224 Einwohner zählende Stadt gehört zum Ballungsgebiet Randstad, in dem auch die großen Städte der Provinz Nordholland mit und um Amsterdam liegen.
Delft gehört zu den ältesten niederländischen Städten. Die Altstadt birgt zahlreiche Sehenswürdigkeiten, die von ihrer Vergangenheit als blühende Handelsstadt im Goldenen Zeitalter zeugen. Trotz eines schweren Stadtbrandes im 16. Jahrhundert und einer verheerenden Explosion des Waffenmagazins im 17. Jahrhundert, die nur wenige Gebäude verschonte, verfügt Delft über ein gut erhaltenes, von Grachten durchzogenes historisches Stadtbild, das von Brabanter Gotik und Patrizierhäusern der Renaissance geprägt ist und den typischen Charakter altholländischer Städte bewahrt hat. Nach Amsterdam hat sich Delft zum populärsten touristischen Ziel der Niederlande entwickelt und verzeichnet jährlich rund eine Million Besucher.
Geschichtlich ist Delft insbesondere durch Wilhelm von Oranien bekannt, der seine Residenz ab 1572 in die befestigte Stadt verlegte, wo er 1584 ermordet wurde. Er ist in der Nieuwe Kerk bestattet; in der Gruft der Kirche werden seither die Mitglieder der königlichen Familie beigesetzt. Delft führt daher den Beinamen Prinsenstad (Prinzenstadt).
Seit dem 17. Jahrhundert ist Delft für seine Keramikmanufakturen und die dort hergestellten Delfter Keramiken in delfts blauw bekannt. Berühmtester Sohn der Stadt ist der Maler Jan Vermeer. Im 19. Jahrhundert entwickelte sich Delft zur Technikstadt und profilierte sich durch die 1842 gegründete Technische Universität auf den Gebieten der technischen Innovation und der Architektur.

## Geographie

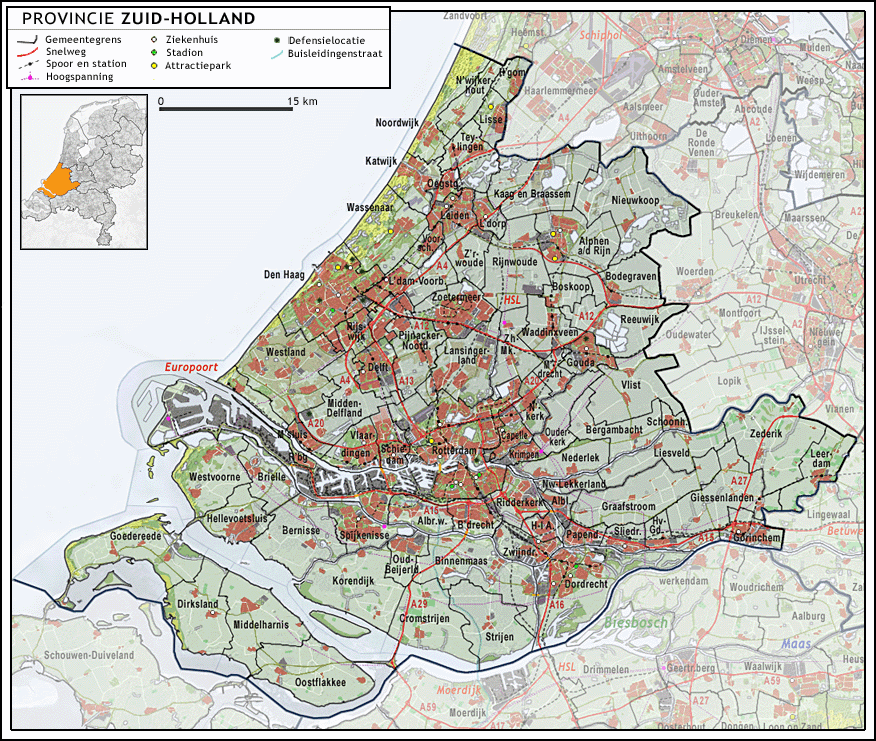
Delft in der Provinz Südholland, gelegen im Ballungsraum Den Haag-Europoort-Rotterdam

### Geographische Lage
Delft liegt in der Provinz Südholland im Westen der Niederlande, auf halbem Weg zwischen Rotterdam und Den Haag und rund 15 Kilometer von der Nordseeküste und den Stränden bei Kijkduin oder Monster entfernt. Die Stadt ist Teil des Ballungsgebietes Randstad, in dem etwa 40 Prozent der niederländischen Bevölkerung leben.
Die Stadt liegt zwei bis vier Meter unter dem Meeresspiegel und ist in eine von zahlreichen Entwässerungsgräben und Kanälen durchzogene Polderlandschaft eingebettet. Diese flachen Polder sind eingedeichte, früher überflutete Gebiete, die leergepumpt und trockengelegt wurden und in denen der Grundwasserspiegel künstlich reguliert wird. Seit Ende des 14. Jahrhunderts wurden hierzu Windmühlen als Schöpf- und Pumpmühlen zur Entwässerung eingesetzt.
Durch die Stadt zieht sich die Schie und die Vliet als Teil des Rhein-Schie-Kanals, der die Nieuwe Maas und den Oude Rijn verbindet und sich von Schiedam und Rotterdam über Delft und Voorburg nach Leiden erstreckt.

### Geologie
Die Geologie der südholländischen Küstengebiete ist bestimmt durch die Flüsse, die dort in die Nordsee münden. Vor allem Rhein, Maas und Schelde und ihre Seitenarme haben für die Zufuhr einer großen Menge von Sedimenten gesorgt, die zur Bildung des Rhein-Maas-Deltas führten. Die älteren Gesteine sind in tiefere Schichten abgesunken; damit gleicht die geologische Situation derjenigen, die in vielen anderen geologisch jungen Senkungsgebieten anzutreffen ist.
Entlang der Küste Südhollands bestehen die oberflächlichen Bodenschichten des Küstenstreifens vor allem aus Ton- und Mergel-ablagerungen, denen im Landesinneren in höheren Gebieten häufig Niedermoore aufliegen. Die Tone wurden abgelagert, nachdem im Postglazial der Meeresspiegel zu steigen begonnen hatte (Transgression). Die höheren Gebiete sind glazial überformt.
Das Gebiet um Delft weist klastische Sedimente, wie Ton und Sand, insbesondere Flugsand auf.

### Bodennutzung
Das Stadtgebiet dehnt sich auf einer Fläche von 24,06 Quadratkilometern aus. Im Jahr 2003, noch vor einer Grenzveränderung zwischen Delft und Midden-Delfland, vermaß das Centraal Bureau voor de Statistiek (CBS) die Bodennutzung im Detail. Zu dieser Zeit verfügte Delft über eine Fläche von 26,31 Quadratkilometern, wovon 7,40 Quadratkilometer, also rund 28 Prozent, Wohngebieten und 6,63 Quadratkilometer, 25 Prozent, agrarischer Nutzung einschließlich der Intensivkulturen in Gewächshäusern zuzurechnen waren.

### Nachbargemeinden
Die Lage und Entfernung der angrenzenden Gemeinden stellt sich wie folgt dar:
| Rijswijk 4 km        | Den Haag 9 km                               | Pijnacker-Nootdorp 6 km |
| Midden-Delfland 8 km | Kompassrose, die auf Nachbargemeinden zeigt | Pijnacker-Nootdorp 6 km |
| Midden-Delfland 8 km | Schiedam 15 km                              | Rotterdam 14 km         |

### Stadtgliederung

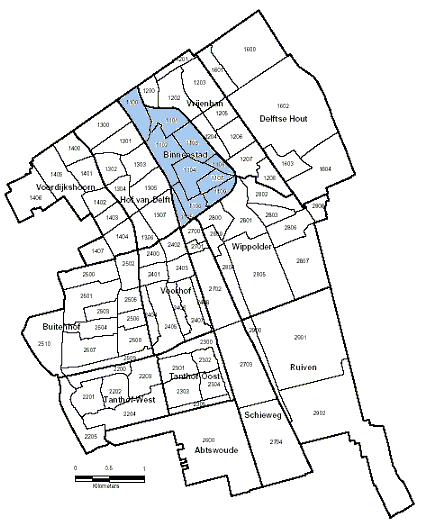
Die Innenstadt Delfts (Wijk 11) und seine weiteren Stadtteile

Delft ist in folgende Stadtteile (wijk/wijken) gegliedert:
- Wijk 11 – Binnenstad (Innenstadt)
- Wijk 12 – Vrijenban
- Wijk 13 – Hof van Delft
- Wijk 14 – Voordijkshoorn
- Wijk 16 – Delftse Hout
- Wijk 22 – Tanthof-West
- Wijk 23 – Tanthof-Oost
- Wijk 24 – Voorhof
- Wijk 25 – Buitenhof
- Wijk 26 – Abtswoude
- Wijk 27 – Schieweg
- Wijk 28 – Wippolder
- Wijk 29 – Ruiven

### Klima
Meeresnähe und vorherrschende Winde aus Richtung der Nordsee, die durch den Golfstrom erwärmt wird, bestimmen das milde und relativ feuchte Seeklima der küstennahen Gebiete der Niederlande und somit auch von Delft.
Bei einer mittleren Jahrestemperatur von rund 10 Grad Celsius liegt die mittlere Temperatur im Januar bei 3,6 Grad Celsius. Die Niederschlagsmenge von durchschnittlich rund 856 Millimeter verteilt sich relativ gleichmäßig über das Jahr, wobei Februar und April die trockensten Monate sind. Im Herbst treten häufig Stürme auf, die mit starken Regenfällen einhergehen können. Im Winter ist es nasskalt; es kommt nur selten zu Schneefällen. Hauptmerkmal des Wetters ist, wie in den gesamten Niederlanden, seine Wechselhaftigkeit.
Bereits im frühen 18. Jahrhundert wurden in Delft von Nicolaus Samuelis Cruquius regelmäßig Luftdruck, Niederschlag und Luftfeuchtigkeit notiert, woraus sich später Temperatur, Windrichtung und Windstärke rekonstruieren ließen. Die originalen Wetterbeobachtungen und die späteren Umrechnungen werden im Königlich-Niederländischen Meteorologischen Institut (KNMI) aufbewahrt.
Die Klimatabelle (langjähriges Mittel 1981–2010), erfasst von der Wetterstation Rotterdam/Delft, die in der Nähe des Flughafens Rotterdam Den Haag, rund 10 km südöstlich der Stadtgrenze Delfts liegt, zeigt die Einzelheiten des Delfter Klimas:
|                        | Jan  | Feb  | Mär  | Apr  | Mai  | Jun  | Jul  | Aug  | Sep  | Okt  | Nov  | Dez  |   |       |
| Mittl. Temperatur (°C) | 3,6  | 3,7  | 6,4  | 9,1  | 12,9 | 15,5 | 17,8 | 17,6 | 14,8 | 11,2 | 7,3  | 4,2  | ⌀ | 10,4  |
| Mittl. Tagesmax. (°C)  | 6,0  | 6,6  | 9,9  | 13,5 | 17,5 | 19,9 | 22,2 | 22,1 | 18,9 | 14,7 | 9,9  | 6,6  | ⌀ | 14    |
| Mittl. Tagesmin. (°C)  | 0,8  | 0,5  | 2,6  | 4,3  | 7,8  | 10,6 | 13,1 | 12,8 | 10,6 | 7,5  | 4,2  | 1,4  | ⌀ | 6,4   |
|                        |      |      |      |      |      |      |      |      |      |      |      |      |   |       |
| Niederschlag (mm)      | 69,1 | 57,9 | 64,9 | 42,6 | 58,3 | 65,2 | 74,0 | 81,0 | 87,1 | 90,1 | 87,1 | 78,3 | Σ | 855,6 |
|                        |      |      |      |      |      |      |      |      |      |      |      |      |   |       |
| Sonnenstunden (h/d)    | 2,01 | 3,00 | 4,00 | 5,83 | 6,90 | 6,79 | 6,87 | 6,31 | 4,59 | 3,45 | 2,01 | 1,51 | ⌀ | 4,4   |
|                        |      |      |      |      |      |      |      |      |      |      |      |      |   |       |
| Regentage (d)          | 20   | 17   | 20   | 17   | 18   | 17   | 18   | 18   | 19   | 20   | 22   | 21   | Σ | 227   |
|                        |      |      |      |      |      |      |      |      |      |      |      |      |   |       |
| Luftfeuchtigkeit (%)   | 88   | 85   | 83   | 78   | 77   | 79   | 79   | 80   | 84   | 86   | 89   | 89   | ⌀ | 83,1  |

| 0,8 |

| 0,5 |

| 2,6 |

| 4,3 |

| 7,8 |

| 10,6 |

| 13,1 |

| 12,8 |

| 10,6 |

| 7,5 |

| 4,2 |

| 1,4 |

| 0,8 |

| 0,5 |

| 2,6 |

| 4,3 |

| 7,8 |

| 10,6 |

| 13,1 |

| 12,8 |

| 10,6 |

| 7,5 |

| 4,2 |

| 1,4 |

## Bevölkerung
Die Niederlande gehören mit durchschnittlich 484 Einwohnern/km² zu den am dichtesten besiedelten Ländern der Welt (Vergleich Deutschland: 231 Einwohnern/km²). Delft als Teil des Ballungsgebiets Randstad weist dabei, wie dieses Gebiet insgesamt, eine besonders hohe Bevölkerungsdichte auf: Am 1. Januar 2007 lebten auf Delfter Stadtgebiet 4.151 Einwohner/km². Während im neun Kilometer nordwestlich gelegenen Den Haag diese Bevölkerungsdichte mit 5.738 Einwohnern/km² noch deutlich übertroffen wird, liegt sie im 14 Kilometer südlich von Delft gelegenen Rotterdam hingegen bei vergleichsweise niedrigen 2.824 Einwohnern/km².

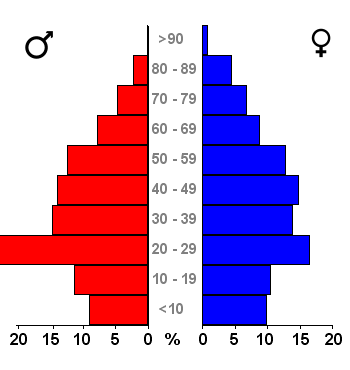
Bevölkerungspyramide der Gemeinde Delft (2007)

Am 1. Januar 2007 hatte Delft 95.382 Einwohner, deren Zahl am 1. Februar 2008 auf 96.055 Einwohner angewachsen war. 2007 betrug die Anzahl der Haushalte 52.885, bei einer gemittelten Größe von 1,8 Personen. 54 Prozent der Haushalte waren Alleinstehende. Insgesamt wohnten 2370 Familien in Delft, wovon 13 Prozent Alleinerziehende waren. Auffallend ist die konstante Abnahme von Familien mit Kindern; 2007 waren es noch 8995 – eine Abnahme von 11 Prozent gegenüber 2002. Auch verzeichnet Delft gegen den niederländischen Trend vergleichsweise wenige Kinder von 0 bis 1 Jahren und Erwachsene von 35 bis 74 Jahren.
An der Delfter Bevölkerungspyramide fällt vor allem der Anteil Männer zwischen 20 und 30 Jahren auf. 2002 war dieser Anteil rund doppelt so hoch wie der niederländische Durchschnitt. Der Anteil der Frauen in diesem Lebenszeitabschnitt war rund 25 Prozent höher als der niederländische Durchschnitt. Ursache hierfür ist die Technische Universität Delft, an der derzeit 14.300 Studenten eingeschrieben sind, von denen lediglich 2.800 Frauen sind.

### Entwicklung der Einwohnerzahl
Die Einwohnerzahl Delfts hat sich im 20. Jahrhundert mehr als verdreifacht. Seit Ende der 1990er Jahre ist allerdings eine Stagnation zu verzeichnen, die 2003 erstmals zu einem Bevölkerungsrückgang führte, der sich in den Folgejahren verstärkte, aber durch leichte Erholungen 2004 und 2007 gekennzeichnet war.
| Jahr1             | Männlich | Weiblich | Gesamt  |
| ----------------- | -------- | -------- | ------- |
| 1900              | 15.296   | 16.293   | 31.589  |
| 1920              | 19.547   | 18.886   | 38.433  |
| 1940              | 27.541   | 27.416   | 54.957  |
| 1960              | 37.947   | 35.349   | 73.323  |
| 1980              | 42.940   | 40.971   | 83.911  |
| 2000              | 50.299   | 45.802   | 96.101  |
| 2002              | 50.636   | 46.325   | 96.961  |
| 2003              | 50.531   | 46.075   | 96.606  |
| 2004              | 50.084   | 45.707   | 96.791  |
| 2005              | 49.655   | 45.381   | 95.036  |
| 2006              | 49.710   | 45.380   | 95.090  |
| 2007              | 49.867   | 45.512   | 95.379  |
| 2008              | 50.416   | 45.752   | 96.168  |
| 2009              | 50.618   | 45.899   | 96.517  |
| 2010              | 50.848   | 45.912   | 96.760  |
| 2011              | 51.652   | 46.038   | 97.690  |
|                   |          |          |         |
| Ausländer         | 14.221   | 12.657   | 26.878  |
| Ausländeranteil % | 28,5 %   | 27,8 %   | 28,15 % |

1jeweils 1. Januar       2gem. CBS-Definition

Quelle: Statistiken der Gemeinde Delft, Stand Januar 2007

### Bevölkerung mit ausländischem Hintergrund
2007 wohnten in Delft 8.332 Personen mit einer nicht-niederländischen Nationalität. Das entspricht 8,7 Prozent der Bevölkerung und verteilt sich auf 147 unterschiedliche Nationalitäten. Die Statistiken der Niederlande beschäftigen sich indes nur am Rande mit unterschiedlicher Staatsbürgerschaft und Volkszugehörigkeit, vielmehr vorrangig mit Ethnien. Als einer anderen Ethnie zugehörig – und damit als Ausländer – werden alle jene Menschen betrachtet, die entweder selbst oder von denen ein Eltern- oder Großelternteil im Ausland geboren wurden. Danach waren 2007 29,1 Prozent der Bevölkerung Delfts anderer ethnischer Herkunft (per 1. Januar 2007: 27.803 gegenüber 57.579 Niederländern), während der Landesdurchschnitt bei unter 20 Prozent liegt.
Wie überall in den Niederlanden unterscheidet die Statistik dabei zwischen Bürgern aus „westerse landen“, wozu die meisten Staaten der EU sowie die USA gezählt werden und „niet westerse landen“ für alle restlichen Länder der Welt. Ehemalige Bürger der früheren niederländischen Kolonien Indonesien und Neuguinea werden ebenfalls gesondert unter „westerse landen“ ausgewiesen, auch dann, wenn sie bereits seit mehr als zwei Generationen als ohnehin niederländische Staatsbürger in den Niederlanden leben, während aus Aruba stammende Personen als „Allochthonen“ aus den „niet westerse landen“ aufgeführt, obwohl Aruba ein autonomer Landesteil des Königreichs der Niederlande ist.
Die Gruppe der Staatsbürger aus den „westerse landen“ umfasst deutlich unter 5000 Personen, wird angeführt von einer Gruppe von 1670 Deutschen und betrifft in seiner Gesamtheit hauptsächlich Europabeamte, beispielsweise des in Rijswijk in der Nähe von Delft angesiedelten Europäischen Patentamts und deren Familien, die sich überwiegend nicht dauerhaft in den Niederlanden niedergelassen haben, sondern nach Ablauf ihrer Abordnung beziehungsweise nach Ende ihrer Dienstzeit in ihre Heimatländer zurückkehren. Das gilt aber auch für Teile der restlichen EU-Bürger sowie der Türkei, die zu den Mitgliedsstaaten der Europäischen Patentorganisation gehört.
Die Gruppe der Staatsbürger aus den „niet westerse landen“ wird von den Türken mit 2366 Personen angeführt, gefolgt von Surinamern mit 2303 und nied. Antillen/Aruba mit 1519 Personen.

### Religionen

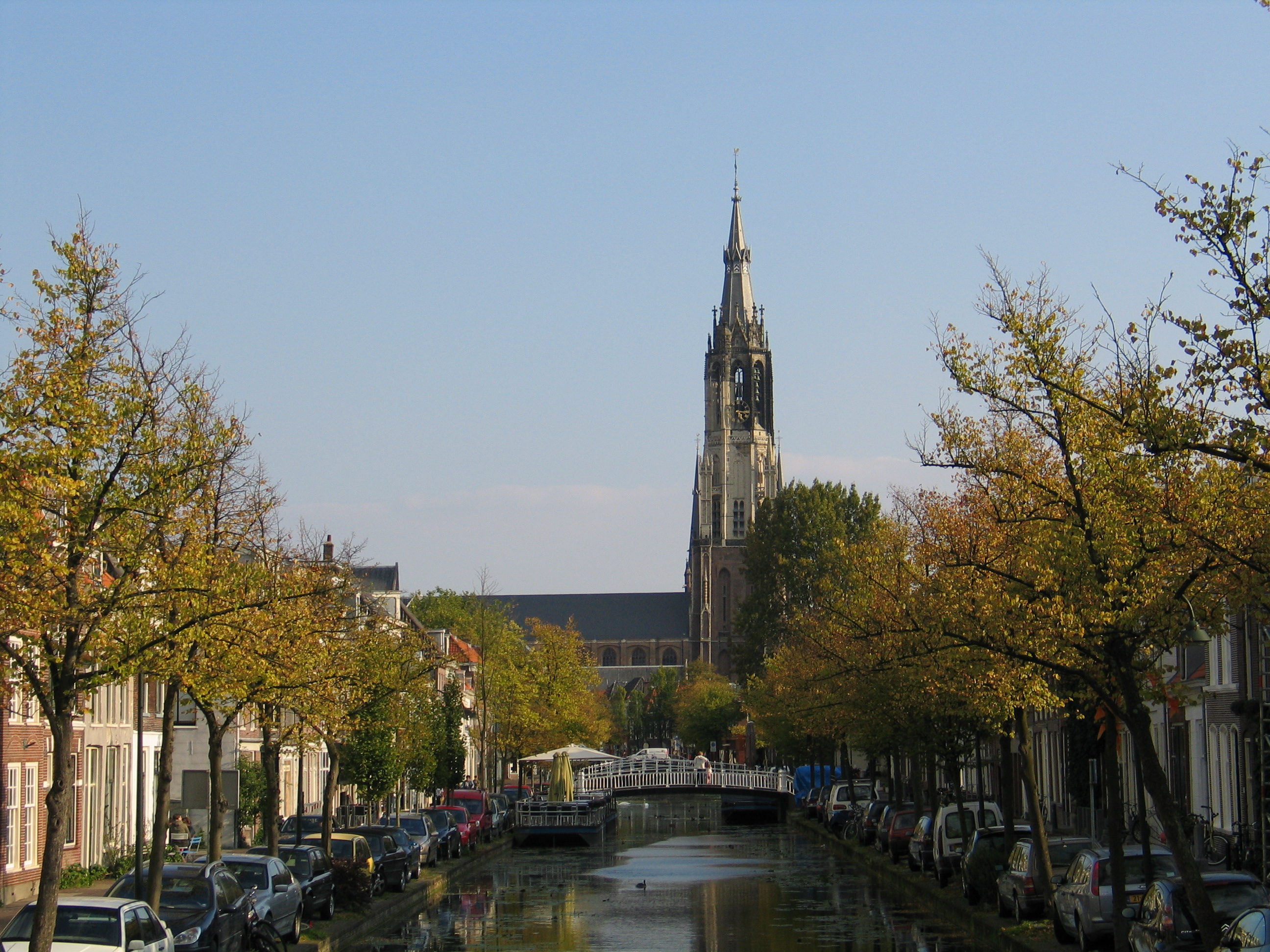
Die Nieuwe Kerk am Marktplatz. Hier ist Wilhelm von Oranien begraben
Die Synagoge am Koornmarkt
Die Sultan-Ahmed-Moschee an der Martinus Nijhofflaan

Nach der Erhebung Permanent Onderzoek Leefsituatie (POLS) des Centraal Bureau voor de Statistiek (CBS) von 2001 bis 2003 waren 2000/2003 29,7 Prozent der Delfter römisch-katholischen Glaubens und 24,8 Prozent gehörten einer der Protestantischen Kirchen an; zum Islam bekannten sich 5,2 Prozent. Als keiner Glaubensgemeinschaft angehörig bezeichneten sich 37,6 Prozent.
Hippolyt von Rom ist der Schutzheilige der Stadt. Bis zur Reformation 1583 war ihm die Oude Kerk geweiht. 1804 wurde die neu gegründete katholische Gemeinde der Delfter Altstadt nach ihm benannt und 1972 die frühere Kapelle der Delfter Heiliggeist-Schwestern, die Sint Hippolytuskapel. Seit 1971 ist die neugotische Maria van Jessekerk die Pfarrkirche der römisch-katholischen Gemeinde in Delft, die daneben noch vier weitere Kirchen umfasst und der heiligen Ursula von Köln geweiht ist. Die lutherische Gemeinde nutzt die spätgotische Lutherse Kerk.
1821 wurde in Delft eine jüdische Gemeinde gegründet, die indes nie mehr als rund 200 Personen umfasste. 1840 entstand eine kleine jüdische Schule sowie ein Friedhof nahe der heutigen Vondelstraat und der Geertruyt van Oostenstraat, 1862 wurde am Koornmarkt 12 eine Synagoge errichtet. Im Zweiten Weltkrieg wurden die meisten jüdischen Bewohner deportiert und ermordet. Nach dem Krieg wurde die Delfter jüdische Gemeinde mit Den Haag zusammengeführt. Die Synagoge ist erhalten geblieben, wurde renoviert und steht zu religiösen und kulturellen Veranstaltungen zur Verfügung.
Die moslemische Gemeinde Delfts umfasst rund 2300 Personen. Die Sultan-Ahmed-Moschee an der Martinus Nijhofflaan 80 stammt aus dem Jahr 1995.

## Geschichte

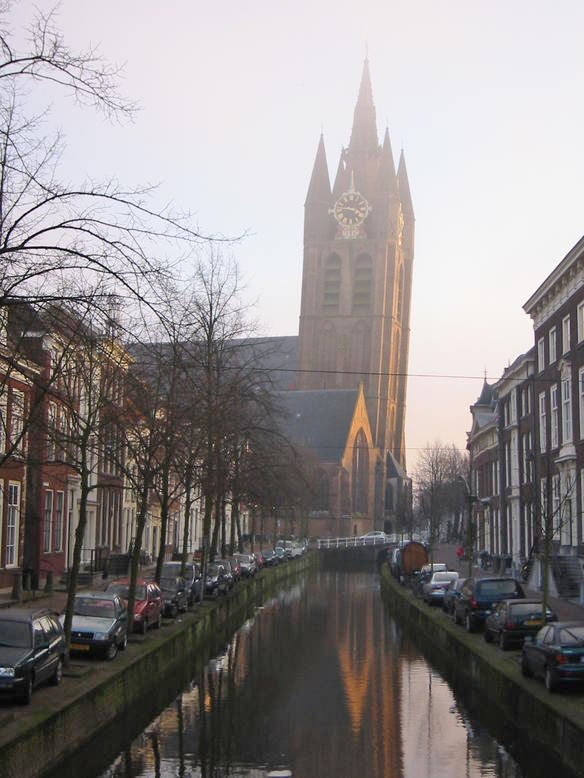
Der schiefe Turm der Oude Kerk, erbaut 1325–50

### Stadtgründung und wirtschaftlicher Aufstieg (11. bis 16. Jahrhundert)
Die Gründung Delfts geht auf Gottfried den Buckligen zurück, der 1071 an einer erhöhten Stelle einen Fronhof errichtete und einen künstlichen Wasserlauf (die heutige Oude Delft) graben ließ, um der drohenden Versandung des Flüsschens Gantel zuvorzukommen. Von diesem Kanal leitet sich vermutlich der Stadtname ab: delf ist eine mittelniederländische Bezeichnung für Gracht. Aufgrund der bevorzugten Lage entwickelte sich der Ort früh zu einem wichtigen Warenumschlagplatz – wovon bis heute der große Marktplatz kündet. Am 15. April 1246 verlieh Wilhelm von Holland Delft das Stadtrecht. Auch diverse Klöster und Konvente wurden ab jener Zeit im Stadtgebiet gegründet. Stadterweiterungen erfolgten 1268 und 1355. Damit erreichte das Stadtareal etwa seinen heutigen Umfang von rund 100 Hektar. Die Stadtbefestigung, von der das Osttor erhalten ist, entstand zwischen Ende des 14. und Mitte des 15. Jahrhunderts.
Anfangs basierte der lokale Handel auf Agrarprodukten, doch im Lauf des 13. Jahrhunderts kam der Tuchhandel hinzu. Zwischen etwa 1350 und 1500 herrschte das Brauwesen vor. Anfang des 16. Jahrhunderts verfügte Delft über rund 100 Brauereien. Um direkt am Seehandel teilnehmen zu können und an Rotterdam keine Zölle und Abgaben mehr zahlen zu müssen, wurde 1389 ein Kanal, die Delfshavense Schie, zur Nieuwe Maas gegraben, an dessen Mündung der Seehafen Delfshaven (heute ein Stadtteil von Rotterdam) entstand. Handel, Bierbrauerei und Webereien verhalfen der Stadt zu einer ersten Blütezeit.
Bereits Anfang des 13. Jahrhunderts wurde die Oude Kerk im ältesten Stadtbereich errichtet, 1351 wurde die Nieuwe Kerk am Marktplatz gegründet. Dort entstand auch im zweiten Viertel des 15. Jahrhunderts das Rathaus, das allerdings nach einem Brand anschließend von 1618 bis 1620 wieder aufgebaut werden musste. Das Spital am Kornmarkt entstand im 13. Jahrhundert und wurde 1252 erstmals erwähnt. 1271 entstand der Beginenhof.
Die kommunale Regierung bestand 1246 aus einem Schultheiß (Richter), sieben Schöffen und zwei Geschworenen oder Ratmannen. Nach 1400 amtierten vier Bürgermeister, um 1450 ein Vierzigerausschuss.

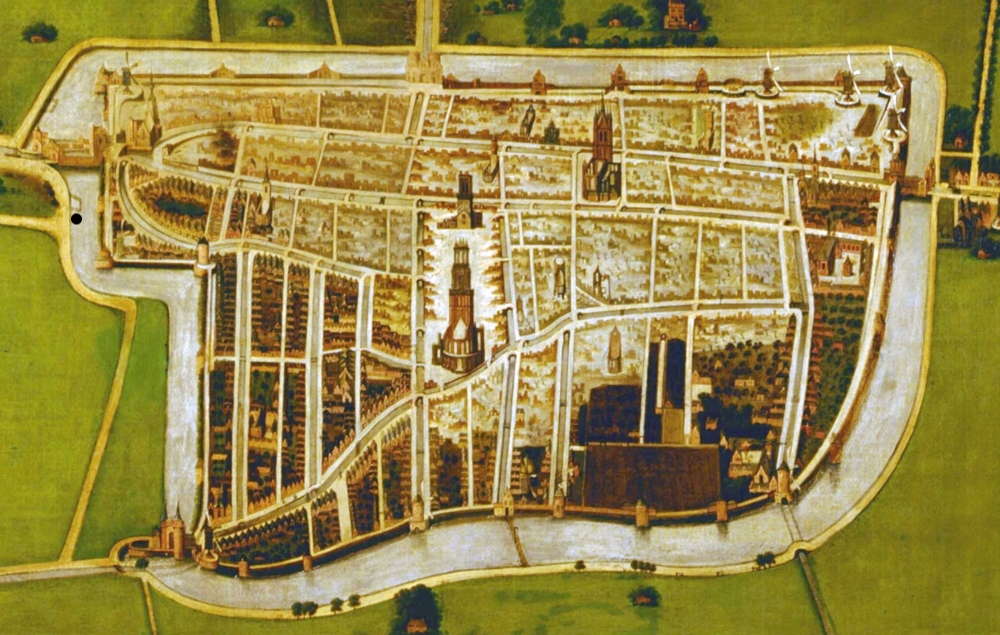
Stadtplan nach dem Stadtbrand von 1536

Vom 14. bis zum 17. Jahrhundert war Delft eine der bedeutendsten Städte der Grafschaft Holland. Denn Delft war eine der sechs Städte, die in den „Staten“, der Vertretung der Stände von Holland, Sitz und Stimme hatte. Um 1400 verzeichnete sie etwa 6500 Einwohner und war die drittgrößte Stadt nach Dordrecht (8000) und Haarlem (7000). Um 1560 hatte sich Amsterdam mit 28.000 Einwohnern zur größten Stadt unangefochten an die Spitze geschoben, aber auch Delft war auf rund 14.000 Einwohner angewachsen und teilte sich mit Leiden und Haarlem den zweiten Platz.
Am 3. Mai 1536 zerstörte ein Stadtbrand, vermutlich verursacht durch einen Blitzeinschlag in die damals noch hölzerne Turmspitze der Nieuwe Kerk, weite Gebiete von Delft. 2300 Häuser sollen in Flammen aufgegangen sein.

### Wirtschaftlicher Niedergang, Konfessionskriege, Haus Oranien
In wirtschaftliche Bedrängnis geriet die Stadt aufgrund des Konfliktes der Vereinigten Provinzen mit Spanien, der 1568 zum Achtzigjährigen Krieg führte und den niederländischen Städten, einschließlich Delft, den Handel zunehmend erschwerte und schließlich außerhalb der Provinz Holland nahezu unmöglich machte. So waren von ursprünglich 140 Brauereien, die sich im Stadtgebiet niedergelassen hatten, 1514 noch 98 und 1645 lediglich 25 Betriebe verblieben. Ein weiterer Grund für den Niedergang der Brauereien bestand darin, dass das Wasser der Schie, das zur Bierherstellung verwendet wurde, aufgrund der rapide zunehmenden Handelsschifffahrt sich so sehr verschlechterte, dass es nicht mehr verwendet werden konnte. Ähnlich entwickelte sich die Tuchindustrie, auch wenn diese im 16. und 17. Jahrhundert nochmals Aufschwünge erlebte. Bis zu zwei Drittel aller Delfter Familien verloren durch diese Umbrüche ihren Lebensunterhalt.

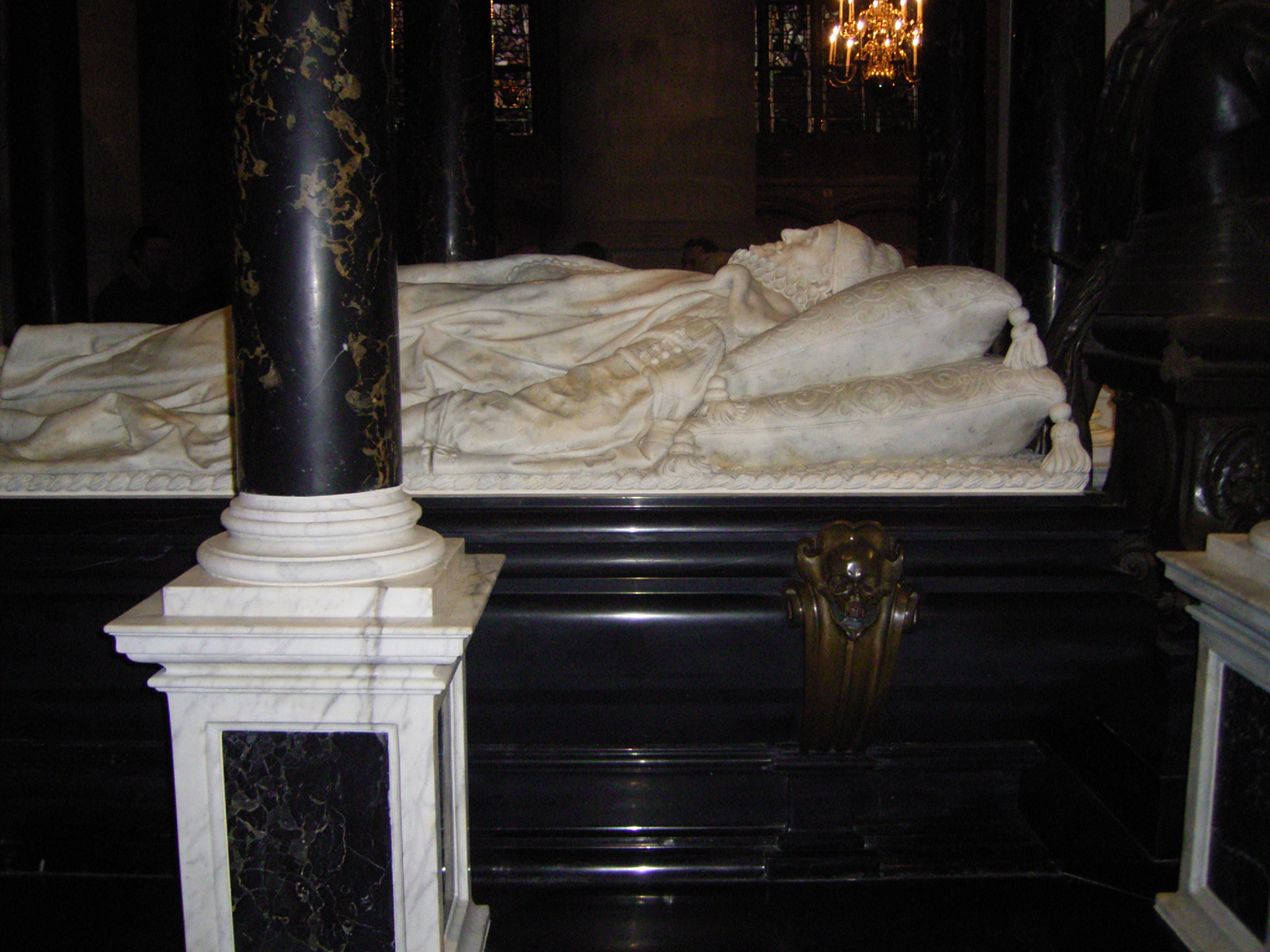
Prunkgrab Wilhelms in der Nieuwe Kerk

Während des Achtzigjährigen Kriegs wurde Delft zu einem Zentrum des Widerstandes gegen die Spanier, nachdem sich um 1570 bereits verschiedene Städte und Gebiete der Macht Spaniens zu entziehen gewusst hatten. 1572 verlegte Prinz Willem van Oranje seine Residenz nach Delft, und zwar in das ehemalige Sint Agathaklooster, das seither Prinsenhof genannt wird. In der zum Kloster gehörenden Kapelle wurde seine Tochter Louise Juliana 1576 getauft, und hier wurde Frederik Hendrik geboren. Der Prinz hatte seine Privaträume in der ersten Etage der Nordostecke des Gebäudes. Im März 1584 wurde von diesen Räumen eine Treppe zum darunter liegenden Esszimmer eingebaut. Dort erlag er am 10. Juli 1584 einem Attentat, die Einschusslöcher sind bis heute an der Stelle zu sehen. Wilhelm von Oranien wurde in der Nieuwe Kerk (Neue Kirche) bestattet, weil die bisherige Familiengrabstätte in Breda von den Spaniern besetzt war. Seither dient die Kirche als Grablege der Oranier. Bisher fanden 46 Mitglieder des niederländischen Königshauses hier ihre letzte Ruhestätte.

### Delft im „Goldenen Zeitalter“

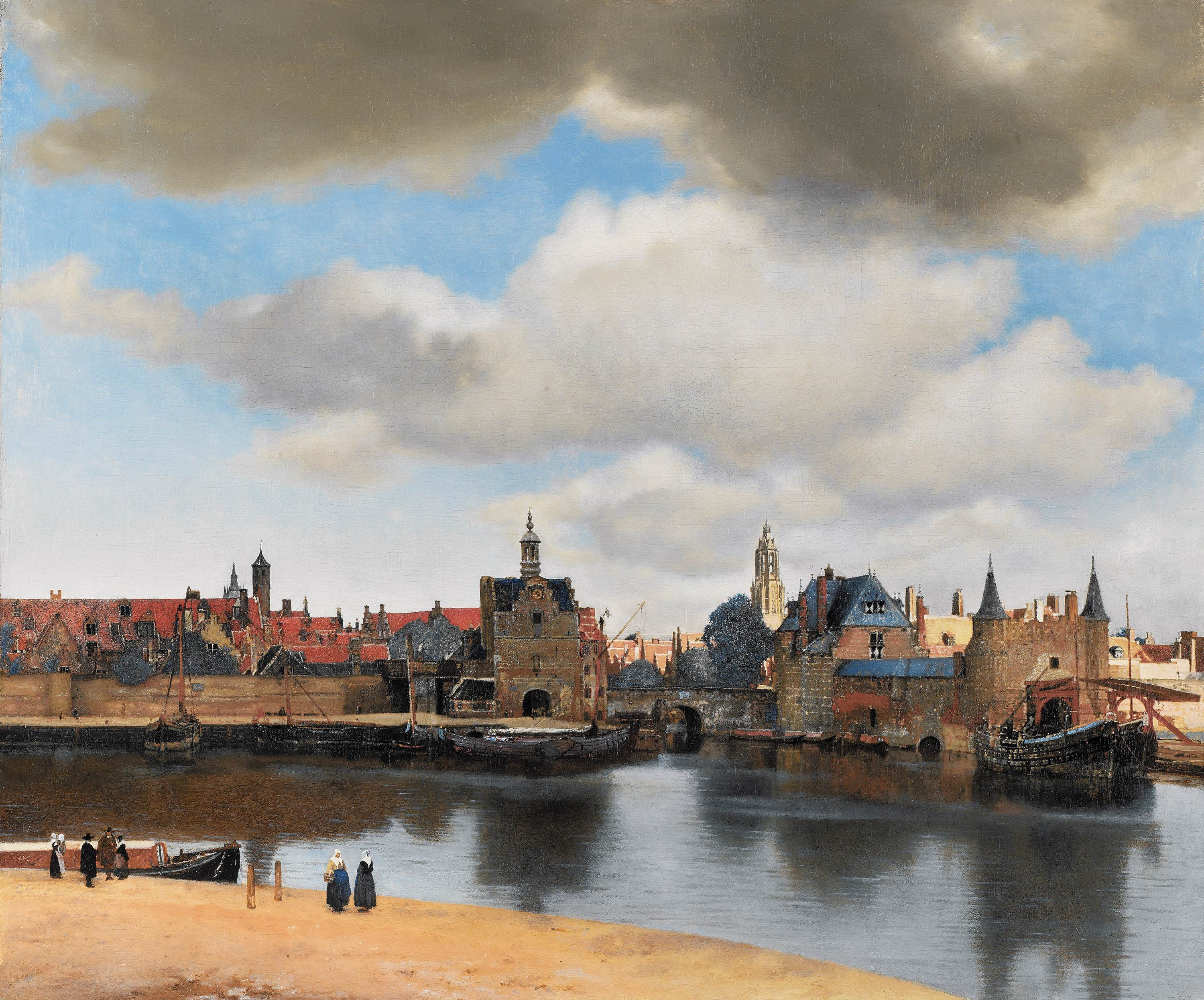
Ansicht von Delft (Jan Vermeer), etwa 1660/1661

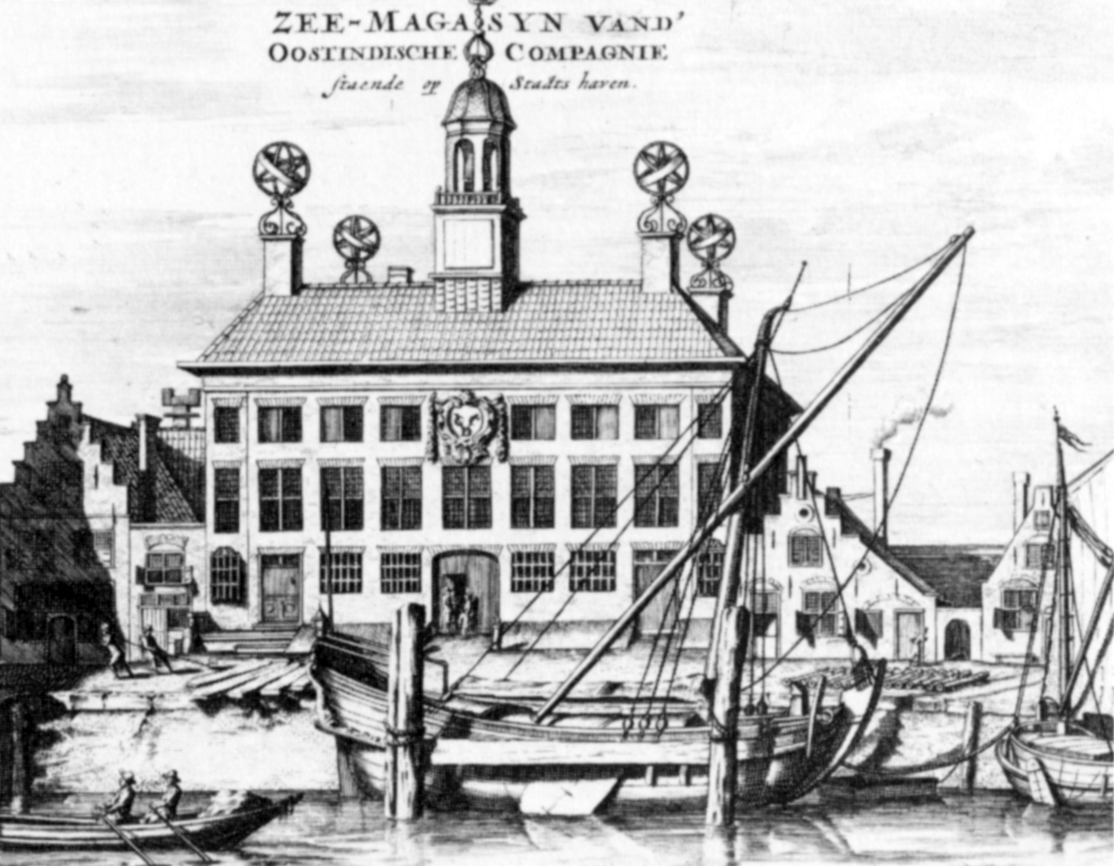
Das Seemagazin in Delfshaven um 1672

Im 17. Jahrhundert, während des Goldenen Zeitalters der Republik der Sieben Vereinigten Niederlande, entwickelte sich Delft zu einem blühenden Handelsstützpunkt sowie einem kulturellen und wissenschaftlichen Mittelpunkt Hollands.
Politisch wurde die beinahe unabhängige Stadt von einer Handvoll allmächtiger Regenten geführt, welche miteinander eng verwandt waren, und die Stadtregierung in einem oligarchischen System beherrschten. Bedeutende Delfter Regentendynastien des Goldenen Jahrhunderts waren die Geschlechter Pauw, Van der Graeff, Van Adrichem und die Van der Dussen.
Eine der sechs Kammern der VOC (Niederländischen Ostindien-Kompanie) wurde hier 1602 gegründet. Mit einer Flotte von mehr als hundert Schiffen, sechs Niederlassungen in den Niederlanden, Büros in Asien und Tausenden von Beschäftigten, wurde die Kompagnie zum größten Handelsunternehmen der Welt. Dreimal jährlich sandten Delfter Händler nun eine Handelsflotte gen Osten, die mit Gewürzen, Kaffee, Tee, chinesischem Porzellan und anderen Luxusgütern in die Republik der Vereinigten Provinzen und nach Delft zurückkehrten. 1631 erwarb die Kompanie einen Häuserkomplex an der Oude Delf, den sie zu einem Oostindisch Huis ausbauten und mit der Zeit um mehrere Packhäuser erweiterte, wozu auch das spätere Armamentarium (und heutiges Legermuseum) gehörte. An der Westvest entstand 1670 eine Reeperbahn, am Oostpoort wurde in großem Stil Holzteer in „Pechöfen“ gebrannt. In Delfshaven betrieb die VOC zunächst eine und ab 1702 drei Schiffswerften, auf denen bis 1813 insgesamt 111 Schiffe für die Kompanie gebaut wurden. 1672 ließ die Kompanie am Hafen ein imposantes Seemagazin (das 1746 abbrannte und durch ein einfacheres Gebäude ersetzt wurde) errichten und beschäftigte Hunderte von Hafenarbeitern.
Die kulturelle Blüte der Stadt wurde durch den 1632 geborenen Jan Vermeer, berühmtester Sohn der Stadt und einer der bekanntesten Maler des Goldenen Zeitalters, gefestigt. Mit Künstlern wie Carel Fabritius und Pieter de Hooch bildete er die „Delfter Malerschule“, vereinigt in der Lukasgilde.

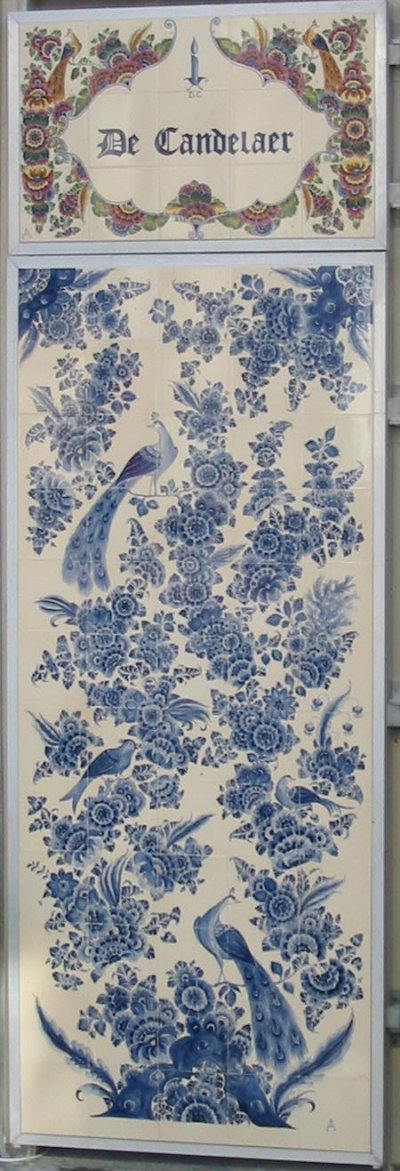
„Delfts Blauw“

Nachdem sich Porzellan aus dem chinesischen Nanjing mit hohen Gewinnspannen auf dem europäischen Markt für Luxuswaren verkaufen ließ, begannen holländische Manufakturen, die exotischen Motive und die kostbare, feine Machart der Keramik mit Delfter Fayencen nachzuahmen. Die Delfter waren dabei am erfolgreichsten. Bald wurden zusätzlich typisch holländische Motive verwendet, die insbesondere den Bildern Vermeers und de Hoochs entnommen waren. Als ab 1657 wegen politischer Unruhen in China der Import gestört war, fand die Delfter Keramik in ganz Europa reißenden Absatz. Um 1600 hatte es nur zwei Töpfereien in Delft gegeben, 1660 waren es 26, und 1695 hatten sich 32 Keramikmanufakturen in Delft niedergelassen, die durch den gleichzeitigen Niedergang der Brauereien und Webereien auf geeignete Räumlichkeiten und arbeitswillige Handwerker und Helfer zurückgreifen konnten und mehr als 1.600 Personen beschäftigten.

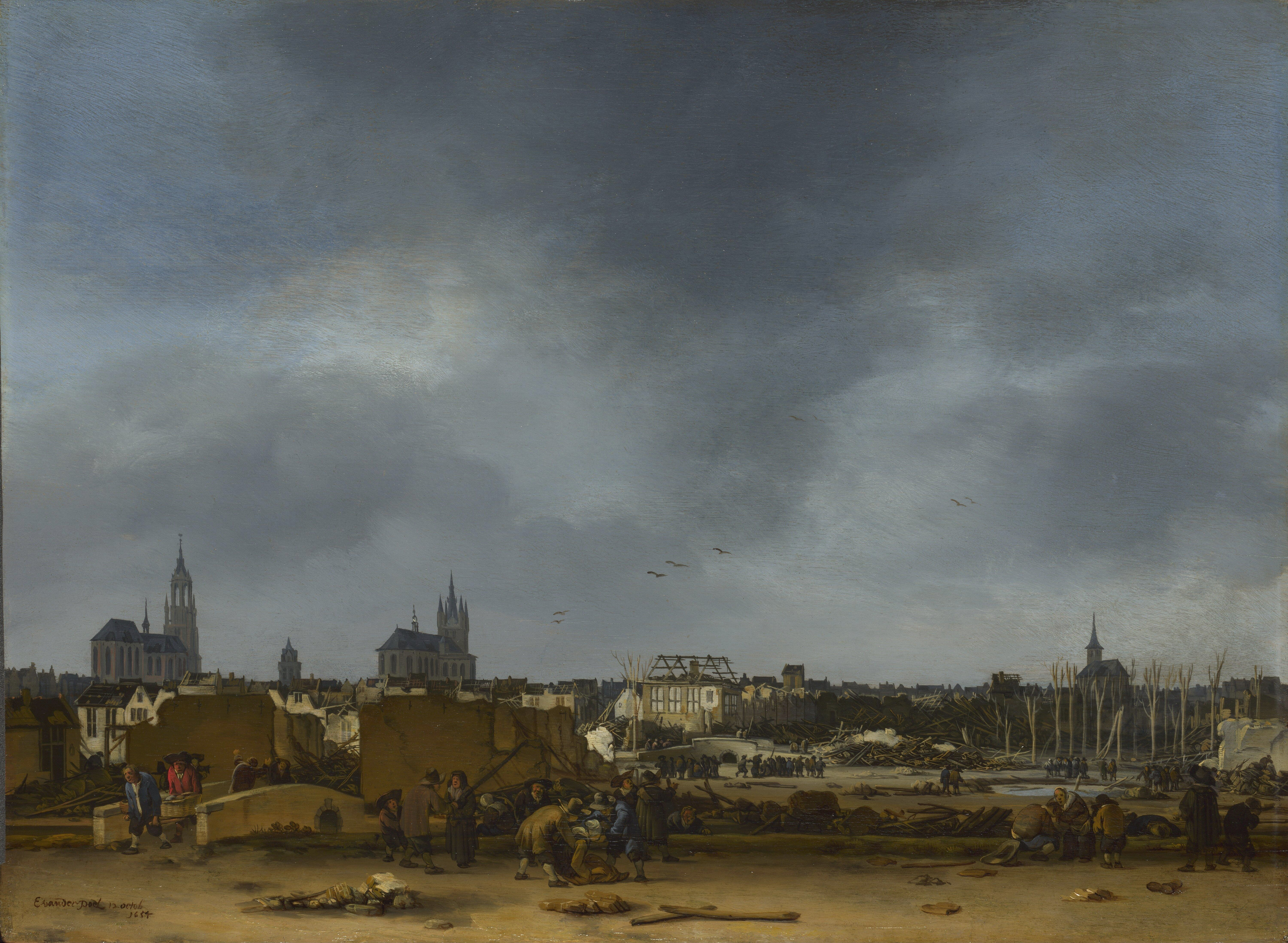
Egbert van der Poel: Ansicht von Delft nach der Explosion von 1654

Im 17. Jahrhundert war Delft Standort des Hauptwaffenlagers der holländischen Provinzstreitkräfte und bewahrte das Secreet van Hollandt, „Hollands Geheimnis“: Der Keller des ehemaligen Clarissenkloosters mitten in der Stadt, auf dem Paardenmarkt, wurde als geheime Lagerstätte für rund 40.000 Kilogramm Schießpulver genutzt. Im Oktober 1654 legte eine gewaltige Explosion die Stadt in Schutt und Asche. Hunderte fanden den Tod, ein Drittel aller Innenstadthäuser wurde zerstört. Zu den Opfern der Katastrophe, die unter der Bezeichnung „Delfter Donnerschlag“ in die Geschichte einging, gehörte Carel Fabritius, ein Rembrandt-Schüler. Das neue Waffenlager wurde 1660 sicherheitshalber „op de afstand van een kanonskogel“ – im Abstand einer Kanonenkugel, also deutlich außerhalb der Stadtmauern an der Schie (Schiekade 1) errichtet. Der Architekt war Pieter Post.
Ab 1672, dem Rampjaar (Katastrophenjahr), ging es mit der blühenden Wirtschaft Delfts bergab. Neben den wirtschaftlichen Problemen, mit denen das ganze Land zu kämpfen hatte, wurde Delft als Handelszentrum zunehmend von Rotterdam und Den Haag verdrängt. Sogar die Fayencenherstellung geriet in eine tiefe Krise, da die Fertigung mit industriell gefertigter Massenware wie der britischen Wedgwoodware nicht mithalten konnte. Eine Werkstatt nach der anderen musste schließen. Einige wenige Betriebe konnten zunächst überleben, weil sie neben Gebrauchsporzellan zeitweise Ziegelsteine herstellten. Schließlich war nur noch die Manufaktur De Porceleyne Fles übrig geblieben.

### Industrialisierung bis zum Ersten Weltkrieg

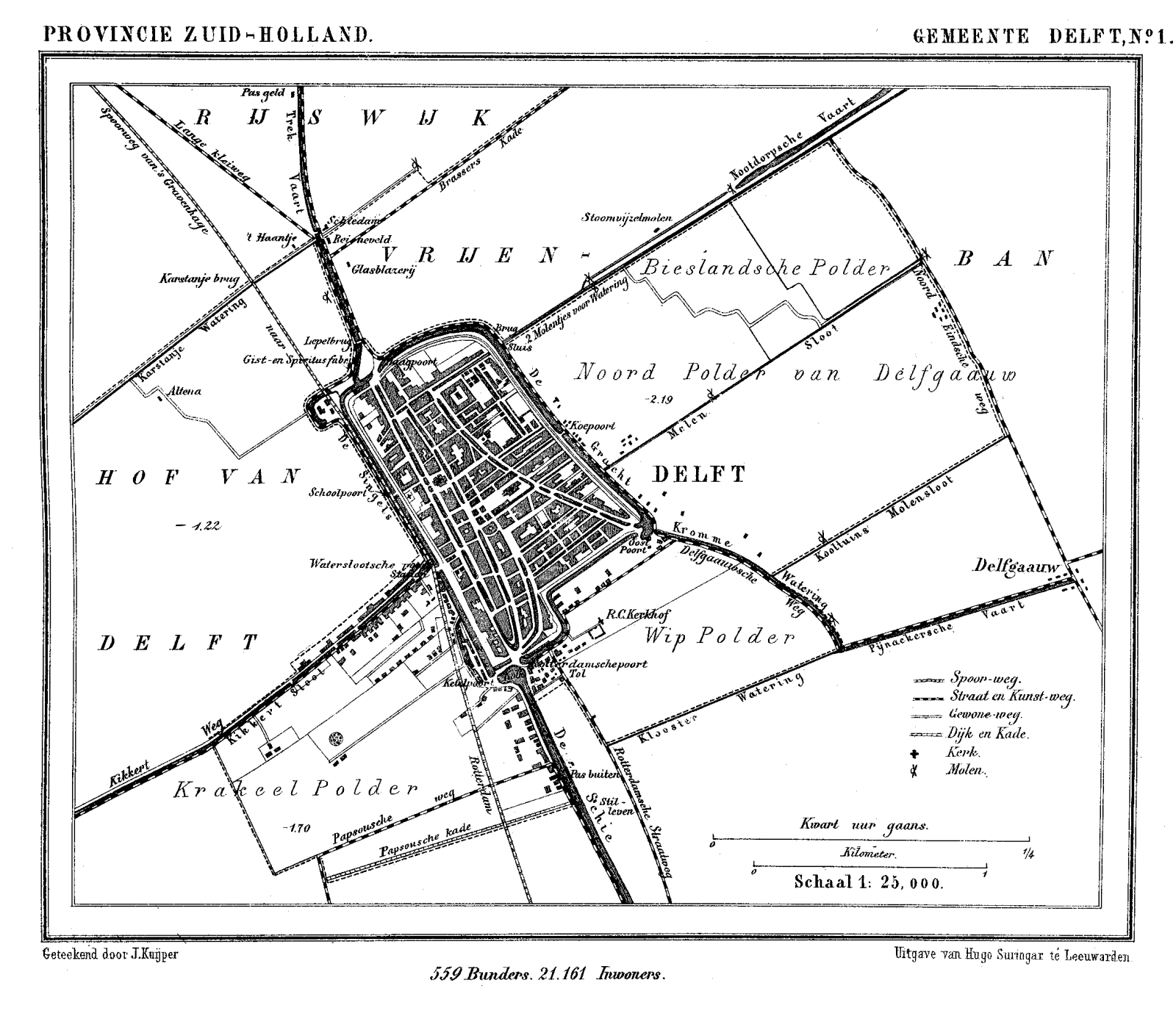
Delft um 1865

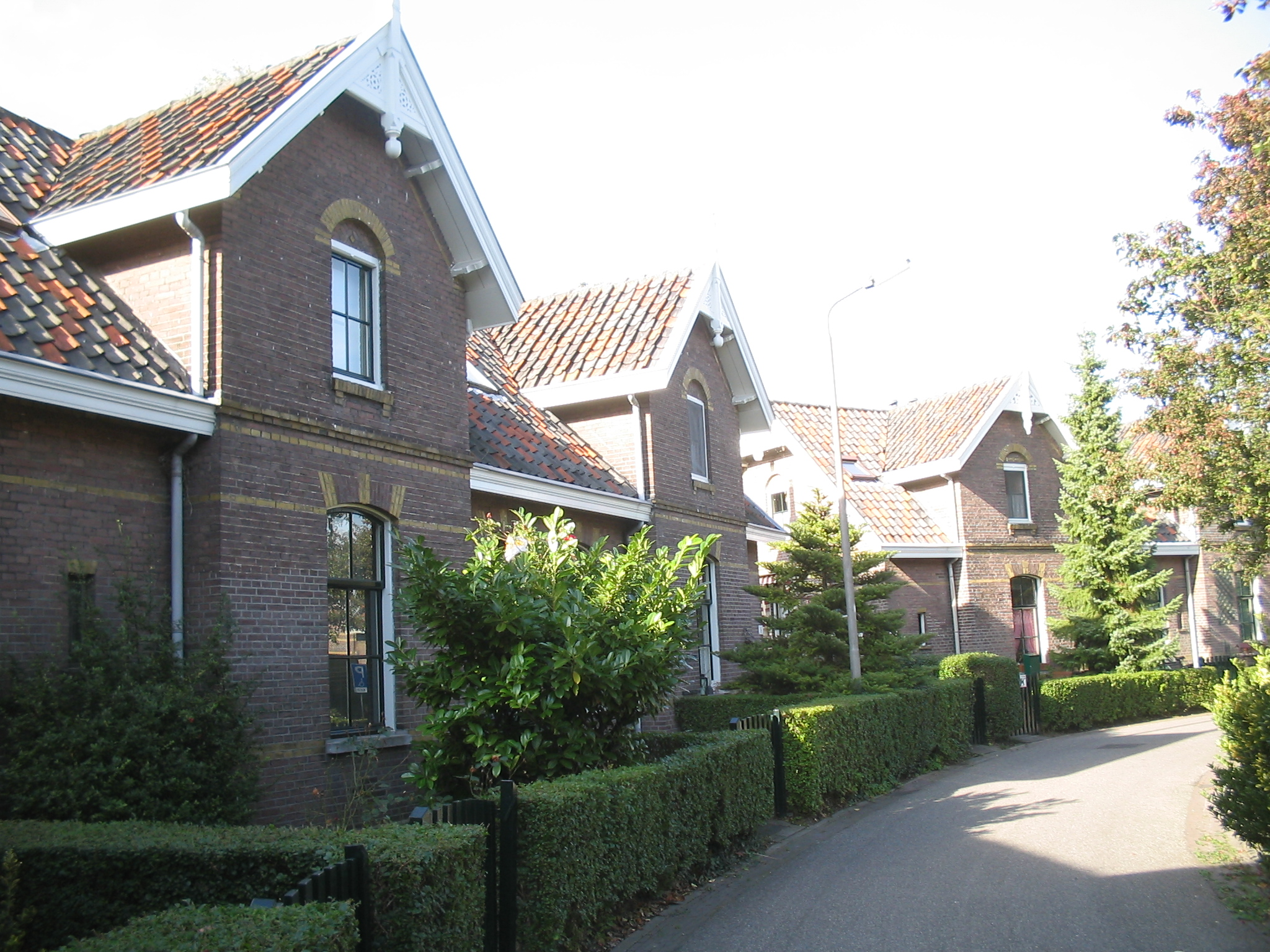
Wohnanlage Agnetapark mit eigenem Parkgelände

Im Zeitalter der Industrialisierung lagen die Niederlande in ihrer industriellen Entwicklung im Vergleich zu ihren Nachbarländern zunächst deutlich zurück. Aufgrund des landesweiten Bedarfs an technischer Schulung wurde am 8. Januar 1842 von König Willem II. in Delft die Koninklijke Academie voor Burgelijke Ingenieurs (Königliche Akademie für bürgerliche Ingenieure) gegründet, die Vorläuferin der heutigen Technischen Universität, womit sich die Stadt rasch zu einem wichtigen wissenschaftlichen Standort entwickelte und technologieorientierte Unternehmen anlockte.
Hinzu kamen eine Reihe von Forschungsinstituten, wie das Institut für Normung (Nederlands Normalisatie Instituut) und das Eichamt (Nederlands Meetinstituut). Die Akademie zog in das leer stehende Gebäude der weggezogenen Artillerieschule. 1864 wurde die Akademie bereits wieder geschlossen, aber stattdessen eine Polytechnische school eröffnet, deren Schwerpunkt auf der Ausbildung von Architekten und Ingenieuren für den Straßen-, Wasser- und Schiffbau sowie dem Werkzeug- und Bergbau lag. Akademisches Niveau erhielt die Schule ab 1905, als sie zur Polytechnische Hogeschool wurde. Die feierliche Eröffnung durch Königin Wilhelmina fand am 10. Juli 1905 statt. 1986 erfolgte die Umbenennung in Technische Universiteit Delft.
Nach der Schleifung der Stadtmauern im 19. Jahrhundert, dem Bau eines Bahnhofs und dem Anschluss an das niederländische Schienennetz 1847 zog die Stadt neue Industriezweige an, hauptsächlich der Pharmazeutik und Chemie. Auch die Gist- en Spiritusfabriek (später Gist Brocades, heute Teil der Koninklijke DSM N.V. (DSM)), Calvé (Saucen und Erdnussbutter), das heute zur Unilever-Gruppe gehört und Delft Instruments (Optische Technologien, auch für militärische Zwecke) ließen sich in der Stadt nieder. Die Porzellanindustrie schickte sich aufgrund des einsetzenden Tourismus und der internationalen Nachfrage an, erneut einen hohen Stellenwert zu erreichen, auch wenn ihre Produkte oft als Massenware kritisiert werden.
Im 19. Jahrhundert ließ sich das Bürgertum vorrangig in großzügigen Herrenhäusern in der Innenstadt an der Spoorsingel oder Niewe Plantage nieder; um die beständig in die Stadt strebenden Arbeiter und ihre Familien unterzubringen, wurden ab 1878 Arbeiterwohnsiedlungen an der Stadtgrenze errichtet, wie das Westerkwartier und wenig später Vrijenban und Hof van Delft, die 1921 eingemeindet wurden. Der Inhaber der Gist- und Spiritusfabriek, Jacques van Marken, machte sich und seine Frau Agneta Matthes mit der Errichtung des nach ihr benannten Agnetaparks unsterblich, dessen Anlage als erster sozialer Wohnungsbau gilt, bei dem insbesondere auf hygienische Lebensbedingungen in einer grünen, lebenswerten Umgebung geachtet wurde.
Im Ersten Weltkrieg gab es in Delft wie in den gesamten neutral gebliebenen Niederlanden keine Kampfhandlungen. Von dem starken Flüchtlingsstrom, der einsetzte, als die Belgier nach der Einnahme ihres Landes durch die Deutschen am 4. August 1914 zu Hunderttausenden in das Nachbarland flüchteten, war neben Rotterdam und den anderen Großstädten auch Delft betroffen.

### Zweiter Weltkrieg, Widerstand
(siehe auch Geschichte der Niederlande: Zweiter Weltkrieg)

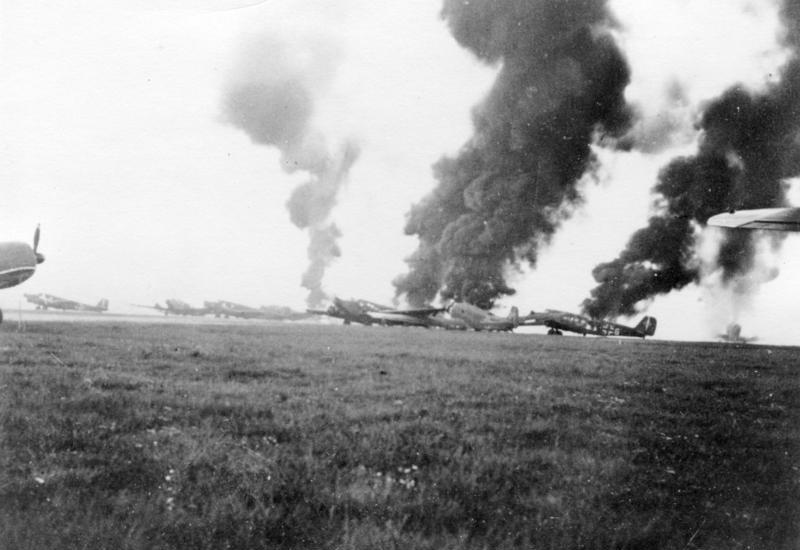
Nach der Landung in Brand geschossene Flugzeuge Ju 52, kurz nach Landung der ersten Flugzeuge am 10. Mai 1940 in Delft

Denkmal in Ypenburg, Ilsy plantsoen, das an den Zweiten Weltkrieg erinnert. Die Inschrift lautet: Overvallen, niet verslagen (überfallen, nicht besiegt).

Im Zweiten Weltkrieg griffen im Rahmen der deutschen Westoffensive am 10. Mai 1940 Verbände der deutschen Heeresgruppe B die neutralen Niederlande an. Ziel des Angriffs war die Festung Holland und die Einnahme des Regierungszentrums in Den Haag. Der direkt an der nordöstlichen Stadtgrenze von Delft befindliche Flugplatz Ypenburg spielte dabei eine wichtige Rolle. Mit einem Großeinsatz von Fallschirm- und Luftlandetruppen eroberten die Deutschen das Gelände, gleichzeitig griff die deutsche 18. Armee mit Bodentruppen an. Schon seit dem 17. Jahrhundert war Delft Standort der Staatse Affuitmakerij, einer staatlichen Lafettenmacherei, in der auch Handwaffen produziert wurden. Das weitläufige Fabrikgelände, in dem bis zu 500 Arbeiter beschäftigt waren, befand sich in der nördlichen Altstadt, ein Steinwurf von dem umkämpften Flugplatz entfernt. Deutsche Fallschirmjäger besetzten dieses sowie ein weiteres Industriegebiet an der Schie, wo sich ein Labor befand. Es kam zu Feuergefechten in der Stadt, von größeren Kämpfen oder einer Bombardierung blieb die Stadt indes verschont. Angesichts der hoffnungslosen Aussicht auf alliierte Unterstützung und um nach der Bombardierung von Rotterdam ähnliche Katastrophen in weiteren Städten zu vermeiden, kapitulierten die Niederlande am 15. Mai. Rund 100 Delfter hatten in diesen Tagen ihr Leben verloren.
Weiterhin kamen im Verlauf des Zweiten Weltkriegs 190 Delfter Studenten ums Leben, die Widerstand gegen die deutsche Besatzung leisteten. Am 25. November 1940 fand der Delfter Studentenaufstand statt. Mit dem Aufstand protestierten Studenten, Professoren und Mitarbeiter der Delfter Technischen Hochschule gegen die Entlassung aller in Behörden tätiger Juden. Von dieser Suspendierung waren auch Professoren, Dozenten und Assistenten der Delfter Hochschule betroffen. Der 27-jährige Student Frans van Hasselt begann nach der Bekanntgabe am 23. November 1940 einen Sitzstreik auf den Stufen des Fakultätsgebäudes. Ihm schlossen sich viele Studenten an und boykottierten die Vorlesungen der neu eingesetzten „arischen“ Professoren. Van Hasselt wurde verhaftet und in das Konzentrationslager Buchenwald verbracht, wo er am 10. November 1942 starb.
Heute erinnern Delfter Straßennamen an Studenten und Professoren, die im Widerstand Opfer wurden, beispielsweise die Van Hasseltlaan, der Mekelweg oder die Schoenmakerstraat.
Auch der Streik niederländischer Arbeiter vom Februar 1941 war unter anderem durch den Delfter Studentenaufstand eingeleitet worden. In den Niederlanden waren rund 300.000 Arbeiter arbeitslos; innerhalb eines Jahres waren die Lebensmittelpreise um mehr als 36 % gestiegen, was die Not weiter zuspitzte. Am 25. Februar brach in den Betrieben Amsterdams spontan ein Streik aus; die Arbeiter protestierten gegen die Verschlechterung ihrer Lebensbedingungen und forderten ein Ende der Judenverfolgung. Am 26. Februar dehnte sich der Massenstreik auf weite Teile Randstads, inklusive Delft aus.

### Nach 1945

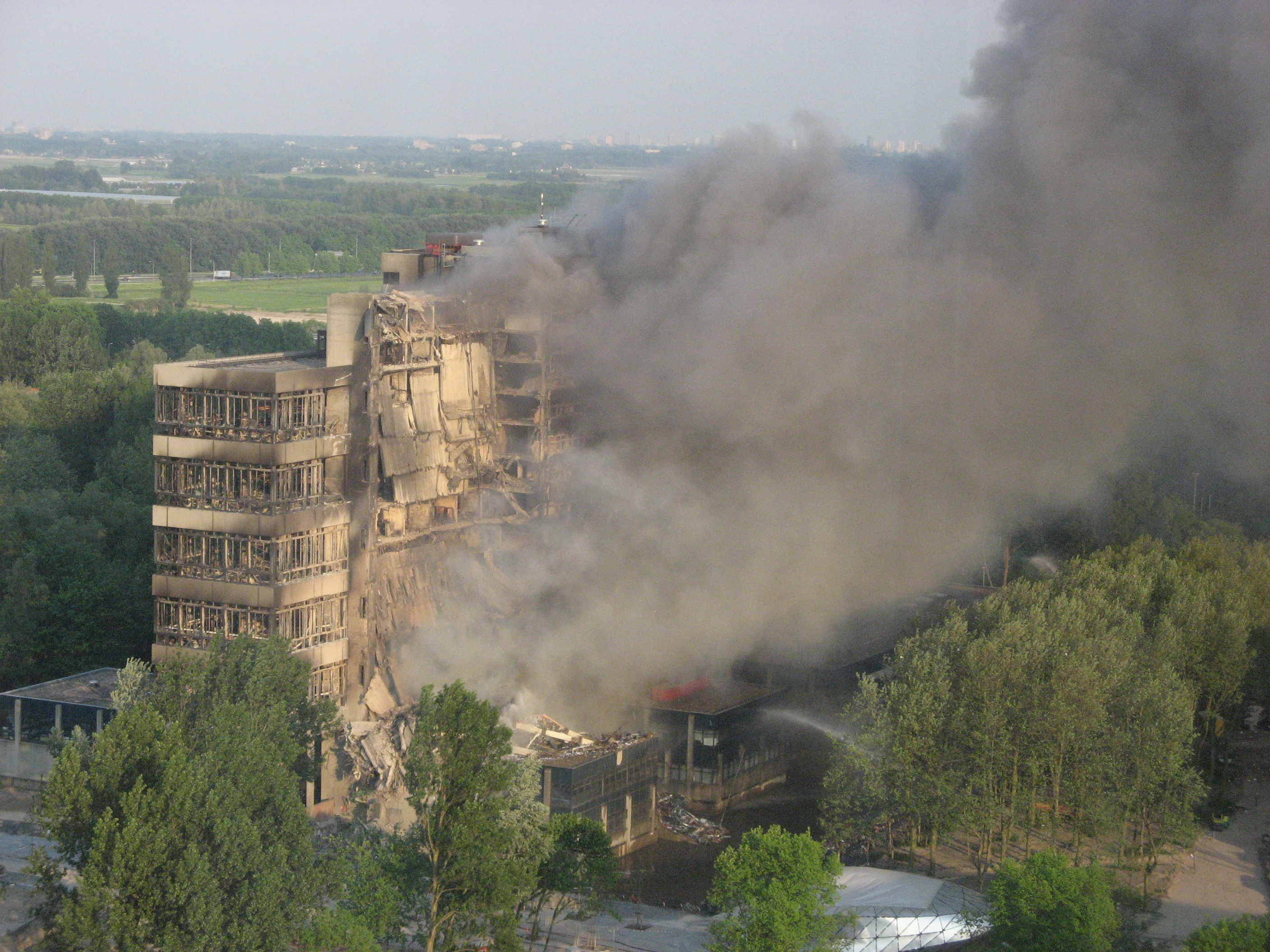
Großbrand in der TU Delft, Mai 2008

Nach dem Zweiten Weltkrieg dehnte sich Delft weiter räumlich aus, vor allem in südlicher Richtung. Delft-Zuidwest mit Poptahof, Voorhof und Buitenhof entstand als völlig neuer Stadtteil auf einem von Schipluiden erworbenen ausgedehnten Poldergebiet. Gleichzeitig entstand im Osten Delftse Hout als Naturschutzgebiet, grüne Lunge und Naherholungsmöglichkeit. In den 1980er Jahren wurde der Tanthof als Wohnbaugebiet entwickelt.
Seit 1999 plante die Gemeinde ein umfassendes städtebauliches Projekt, in der Kurzfassung als Spoortunnel Delft bezeichnet. Denn der Ausgangspunkt war der Bau eines Eisenbahntunnels als Ersatz für den Bahnviadukt quer durch Delft sowie eines neuen Hauptbahnhofes. Auf dem dadurch freigewordenen 40 Hektar großen Bahnhofsgelände entstehen 1.500 Wohnungen und Büros, ein Park sowie je eine Tiefgarage für Autos und Fahrräder. Mit den Erdarbeiten wurde Ende 2008 begonnen, am 22. Februar 2015 rollte der letzte Zug über den Viadukt, am 28. Februar 2015 wurde der Eisenbahntunnel in Betrieb genommen und im April 2015 offiziell als Willem van Oranjetunnel eingeweiht. Der alte Viadukt wurde abgerissen. Die Bauarbeiten für das gesamte Projekt sollen noch bis zum Jahr 2023 andauern.
In den 2000er Jahren gab es in der Stadt verschiedene Ereignisse rund um die Königsfamilie: Am 15. Oktober 2002 wurde Claus von Amsberg, Prinz der Niederlande und Ehemann von Königin Beatrix, im Grabkeller der Neuen Kirche beigesetzt, am 30. März 2004 folgte ihm Königin Juliana, Mutter von Königin Beatrix, und am 11. Dezember 2004 Prinz Bernhard, der Vater von Königin Beatrix. Am 24. April 2004 wurden Prinz Johan Friso und Mabel Wisse Smit in der Alten Kirche getraut.
Am 13. Mai 2008 brannte das von der Fakultät Baukunde genutzte Hochhaus der TU Delft innerhalb von 12 Stunden bis auf die Grundmauern ab.
Am 19. August 2008 wurde der Asteroid (12716) Delft nach der Stadt benannt.

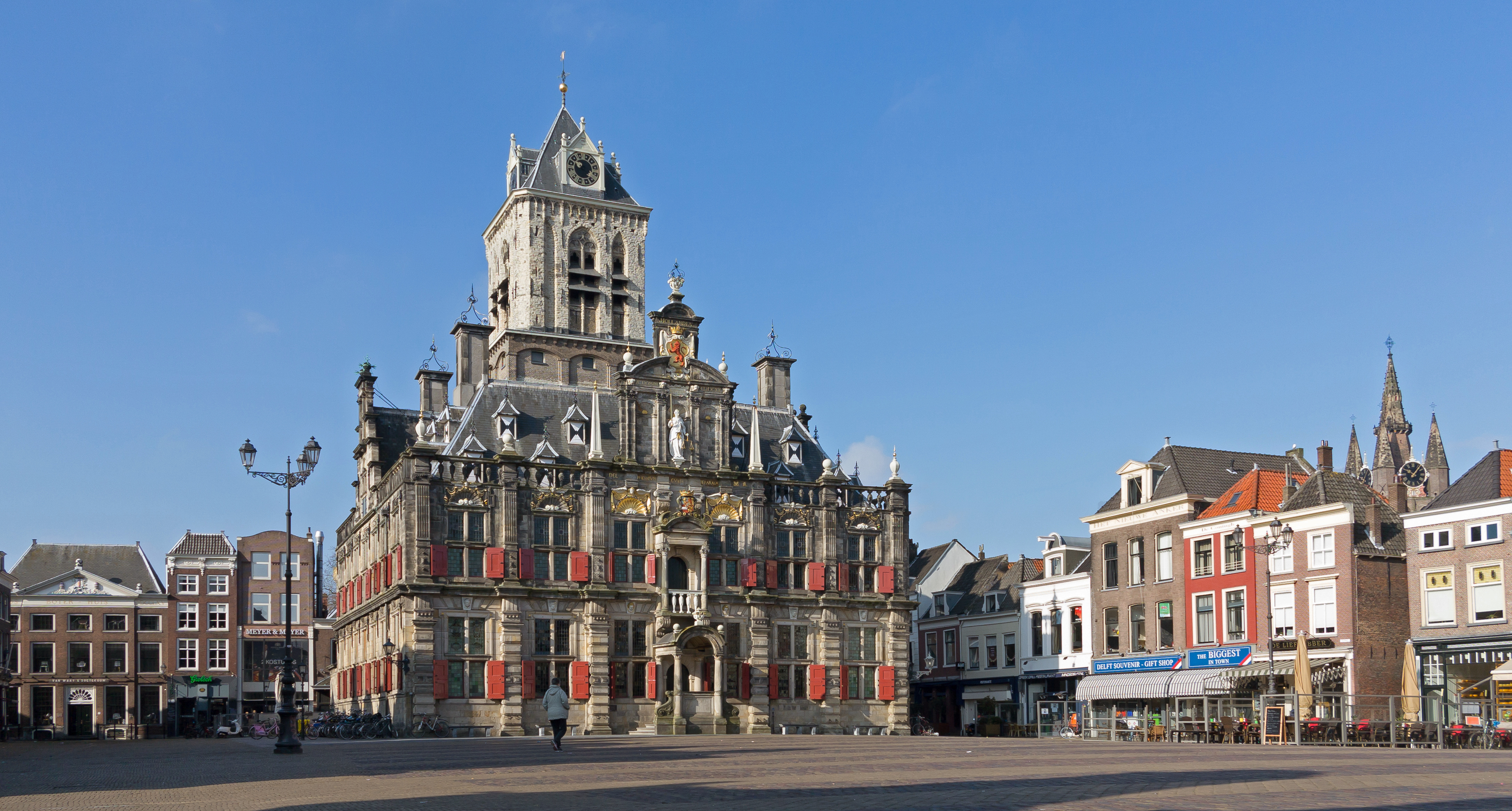
Altes Rathaus am Markt
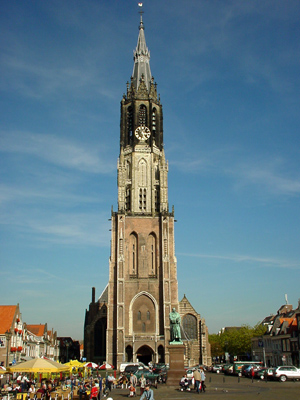
Nieuwe Kerk
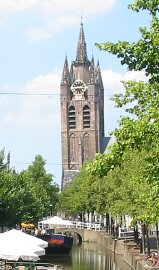
Oude Kerk
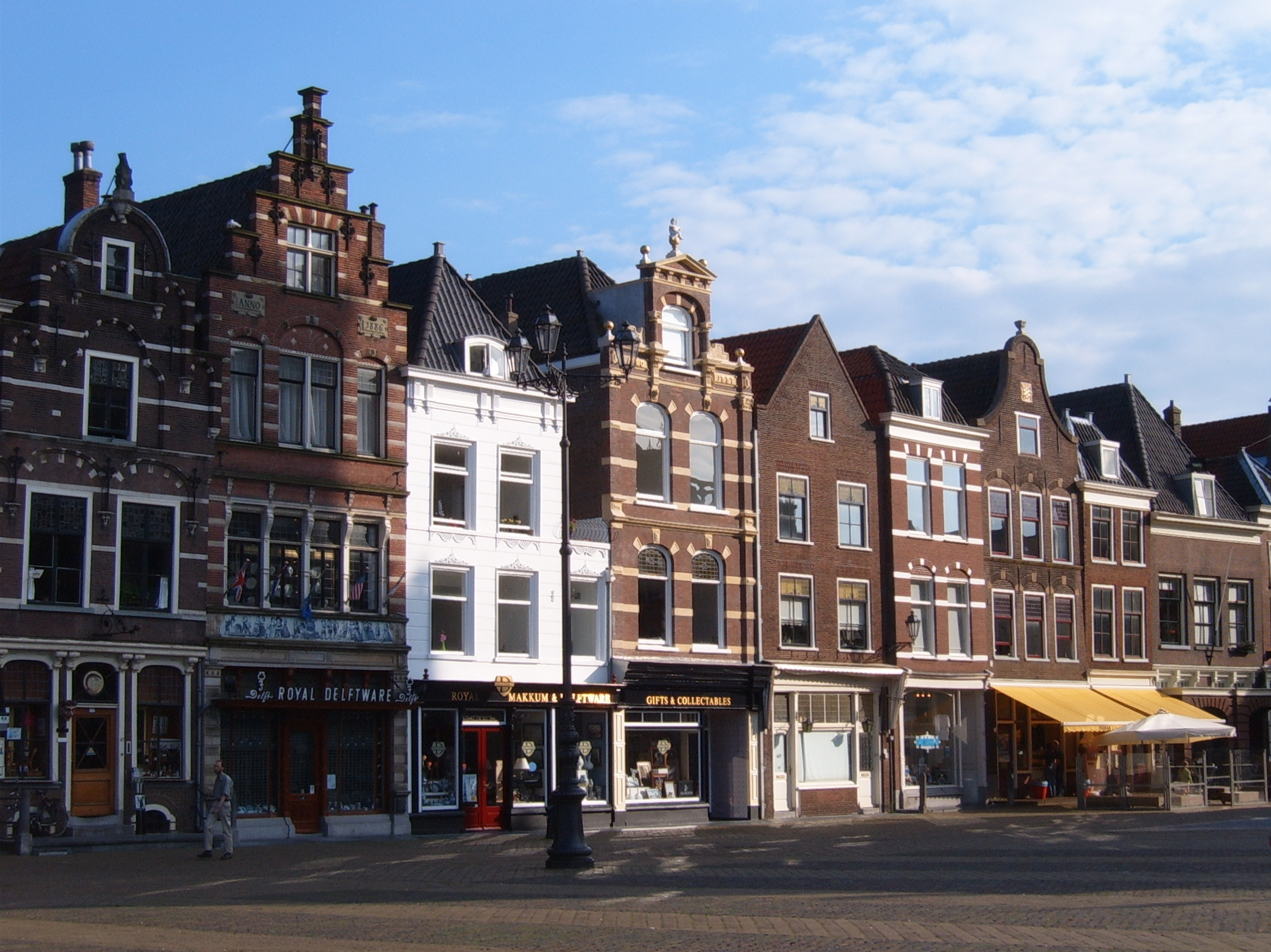
Kaufmannshäuser am Marktplatz

## Politik
Delft verfügt, typisch für die Niederlande, über eine ausgedehnte Parteienlandschaft. Bei der Kommunalwahl von 2006 stellten sich 18 politische Parteien zur Wahl, von denen zehn in den Gemeinderat gewählt wurden. In der traditionell sozialdemokratisch regierten Stadt konnte sich seit 2002 auch die rechts einzuschätzende Graswurzelbewegung Leefbaar Nederland (niederländisch für „lebenswert“) etablieren und musste bei den Wahlen von 2006 keine so starken Verluste hinnehmen wie in vielen anderen Gemeinden.
In der niederländischen Verwaltungsstruktur stellt der gemeenteraad (Gemeinderat) das höchste Verwaltungsorgan der Gemeinde dar, gefolgt von dem college van burgemeester en wethouders (Kollegium aus Bürgermeister und Beigeordneten), das die Geschäftsführung der Gemeinde erledigt. Drittes Organ ist der Bürgermeister, der nicht vom Volk gewählt, sondern vom Innenminister ernannt wird und gemeinsam mit den Beigeordneten die Verwaltung leitet.
Im Übrigen ist Delft der Hauptsitz des Wasser- und Bodenverbandes Delfland (Hoogheemraadschap Delfland), außerdem Teil des Umlandverbands Haaglanden (kaderwetgebied Haaglanden).

### Gemeinderat
Bis 2018 umfasste der Delfter Gemeinderat 37 Sitze. Seither sind 39 Sitze vorhanden. Am 16. März 2022 fanden die bislang letzten Gemeinderatswahlen statt. Nachdem die Democraten 66 2010 und 2014 als Sieger hervorgegangen waren, konnte die Partei GroenLinks die Wahl im Jahr 2018 für sich entscheiden. Im Jahr 2022 gewann erstmals die Lokalpartei Studenten Techniek in Politiek.
| Partei                                        | Wahl 1994 | Wahl 1994 | Wahl 1998 | Wahl 1998 | Wahl 2002 | Wahl 2002 | Wahl 2006 | Wahl 2006 | Wahl 2010 | Wahl 2010 | Wahl 2014 | Wahl 2014 | Wahl 2018 | Wahl 2018 | Wahl 2022 | Wahl 2022 |
| --------------------------------------------- | --------- | --------- | --------- | --------- | --------- | --------- | --------- | --------- | --------- | --------- | --------- | --------- | --------- | --------- | --------- | --------- |
| Partei                                        | Sitze     | %         | Sitze     | %         | Sitze     | %         | Sitze     | %         | Sitze     | %         | Sitze     | %         | Sitze     | %         | Sitze     | %         |
| Studenten Techniek in Politiek (STIP)         | 1         | 4,6 %     | 2         | 5,8 %     | 3         | 8,2 %     | 2         | 7,0 %     | 3         | 8,0 %     | 4         | 11,6 %    | 6         | 14,8 %    | 6         | 15,9 %    |
| Democraten 66 (D66)                           | 6         | 14,5 %    | 3         | 7,8 %     | 1         | 4,7 %     | 1         | 4,1 %     | 6         | 15,6 %    | 8         | 19,7 %    | 5         | 13,5 %    | 6         | 14,6 %    |
| GroenLinks                                    | 4         | 10,0 %    | 4         | 11,5 %    | 4         | 10,7 %    | 4         | 10,5 %    | 5         | 12,2 %    | 4         | 10,4 %    | 7         | 15,9 %    | 6         | 13,7 %    |
| Hart voor Delft                               | –         | –         | –         | –         | –         | –         | –         | –         | –         | –         | –         | –         | –         | –         | 5         | 13,5 %    |
| Volkspartij voor Vrijheid en Democratie (VVD) | 4         | 11,2 %    | 6         | 16,2 %    | 5         | 13,1 %    | 4         | 11,1 %    | 4         | 10,9 %    | 3         | 8,1 %     | 3         | 8,9 %     | 3         | 8,3 %     |
| Partij van de Arbeid (PvdA)                   | 7         | 17,6 %    | 10        | 24,4 %    | 7         | 17,7 %    | 11        | 24,9 %    | 6         | 15,2 %    | 4         | 9,1 %     | 3         | 7,3 %     | 3         | 7,1 %     |
| Socialistische Partij (SP)                    | 1         | 2,8 %     | 2         | 6,3 %     | 1         | 3,5 %     | 3         | 8,8 %     | 2         | 5,5 %     | 3         | 8,5 %     | 3         | 7,8 %     | 2         | 5,8 %     |
| Christen-Democratisch Appèl (CDA)             | 6         | 15,6 %    | 6         | 14,6 %    | 6         | 15,2 %    | 5         | 11,7 %    | 4         | 10,1 %    | 3         | 7,6 %     | 3         | 8,3 %     | 2         | 5,1 %     |
| Onafhankelijk Delft                           | –         | –         | –         | –         | –         | –         | –         | –         | 3         | 7,6 %     | 4         | 11,4 %    | 5         | 11,8 %    | 2         | 4,7 %     |
| ChristenUnie                                  | 1         | 4,0 %     | 1         | 4,1 %     | 1         | 3,6 %     | 1         | 3,6 %     | 1         | 3,9 %     | 2         | 4,4 %     | 2         | 5,9 %     | 2         | 4,7 %     |
| Volt                                          | –         | –         | –         | –         | –         | –         | –         | –         | –         | –         | –         | –         | –         | –         | 2         | 4,6 %     |
| Stadsbelangen                                 | 5         | 14,0 %    | 3         | 7,6 %     | 3         | 7,6 %     | 2         | 6,3 %     | 2         | 7,4 %     | 2         | 6,4 %     | 2         | 5,8 %     | –         | –         |
| Leefbaar Delft                                | –         | –         | –         | –         | 6         | 15,7 %    | 4         | 9,6 %     | 1         | 3,2 %     | –         | –         | –         | –         | –         | –         |
| Centrum Democraten (CD)                       | 2         | 5,9 %     | –         | 1,7 %     | –         | –         | –         | –         | –         | –         | –         | –         | –         | –         | –         | –         |
| Sonstige                                      | –         | –         | –         | –         | –         | –         | –         | 2,3 %     | –         | 0,4 %     | –         | 2,8 %     | –         | –         | –         | 2,0 %     |
| Total                                         | 37        | 100 %     | 37        | 100 %     | 37        | 100 %     | 37        | 100 %     | 37        | 100 %     | 37        | 100 %     | 39        | 100 %     | 39        | 100 %     |

Quellen: Kiesraad: Gemeinderatswahlen 1994–2022

### Bürgermeister
Der erste überlieferte Bürgermeister von Delft war 1454 Jan Pietersz van Buijten aus einem wohlhabenden und einflussreichen Naaldwijker Geschlecht.
Bürgermeister ist seit dem 2. September 2016 Marja van Bijsterveldt (* 1961). Sie ist Mitglied des CDA. Sie folgte Bas Verkerk (* 1958) von der VVD nach, der das Amt zwölf Jahre innehatte.

#### Kollegium des Bürgermeisters
Zum Kollegium von Bürgermeisterin Marja van Bijsterveldt zählen die Beigeordneten Martina Huijsmans (D66), Bas Vollebregt (STIP), Stephan Brandligt (GroenLinks), Karin Schrederhof (PvdA), Hatte van der Woude (VVD) sowie der Gemeindesekretär Hans Krul.

### Wappen und Flagge

Das Delfter Wappen

Das Delfter Wappen besteht aus einem silbernen Schild, belegt mit einem schwarzen Pfahl, der mit oder ohne silberne Wellen ausgeführt sein kann. Dieser Pfahl steht für eine Gracht, dessen veraltete Bezeichnung delft ist. Das einfache Wappen wurde 1816 durch den Hoge raad van de Adel offiziell festgelegt.
Die Blasonierung lautet:
„Van zilver beladen met een pal van sabel. Het wapen gedekt met eene kroon met 5 fleurons, alles van goud, en vastgehouden door 2 klimmende leeuwen van keel.“
(Silbern, belegt mit einem schwarzen Pfahl. Dem Wappen aufgesetzt ist eine goldene Krone mit fünf ornamentalen Blättern, gehalten von zwei hersehenden steigenden roten Löwen.)
Die Gemeindeflagge zeigt drei horizontale Bahnen, von denen die mittlere schwarz und die äußeren weiß sind. Sie wurde erst 1996 durch den Gemeinderat offiziell eingeführt, war aber bereits seit Jahrhunderten in Gebrauch, beispielsweise führten die Delfter VOC-Schiffe sie.

### Städtepartnerschaften
Delft unterhält/unterhielt Städtepartnerschaften zu  Aarau in der Schweiz,  Adapazarı in der Türkei,  Freiberg in Deutschland sowie  Kfar Saba in Israel.
Des Weiteren gibt es partnerschaftliche Beziehungen zu Estelí in Nicaragua und Tshwane in Südafrika.
Neben der 1986 mit Freiberg in Sachsen in der damaligen DDR eingegangenen Städtepartnerschaft bestand schon seit 1950 eine Städtepartnerschaft mit Castrop-Rauxel (Nordrhein-Westfalen). Letztere wurde im Juli 2000 nach der Deutschen Wiedervereinigung einvernehmlich aufgelöst, hauptsächlich, weil sich Delft, auf der Suche nach Erfahrungsaustausch in den Bereichen von Wirtschaft, Wissenschaft und neuen Technologien, auf Freiberg als eine aufstrebende Universitätsstadt aus den neuen Bundesländern konzentrieren wollte. 2018 wurde auch die relatie mit der Stadt in Sachsen beendet.

## Kultur, Sehenswürdigkeiten und Freizeit

### Bauwerke und Plätze

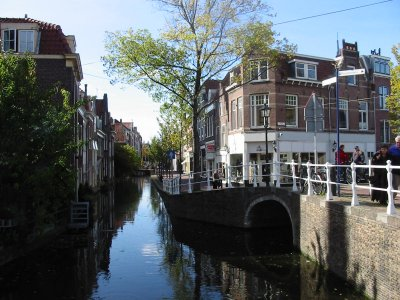
Voldersgracht

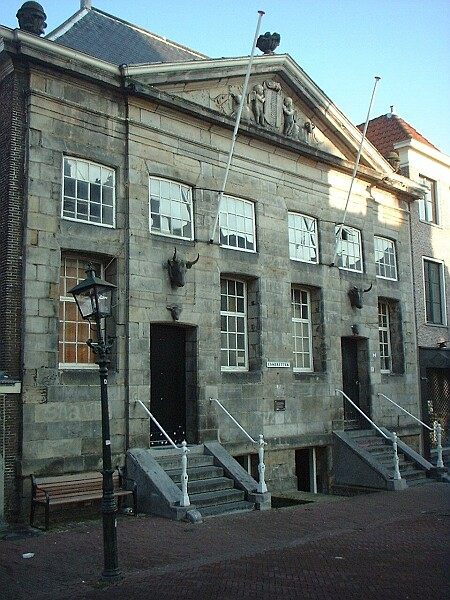
Korenbeurs, frühere Vleeshall

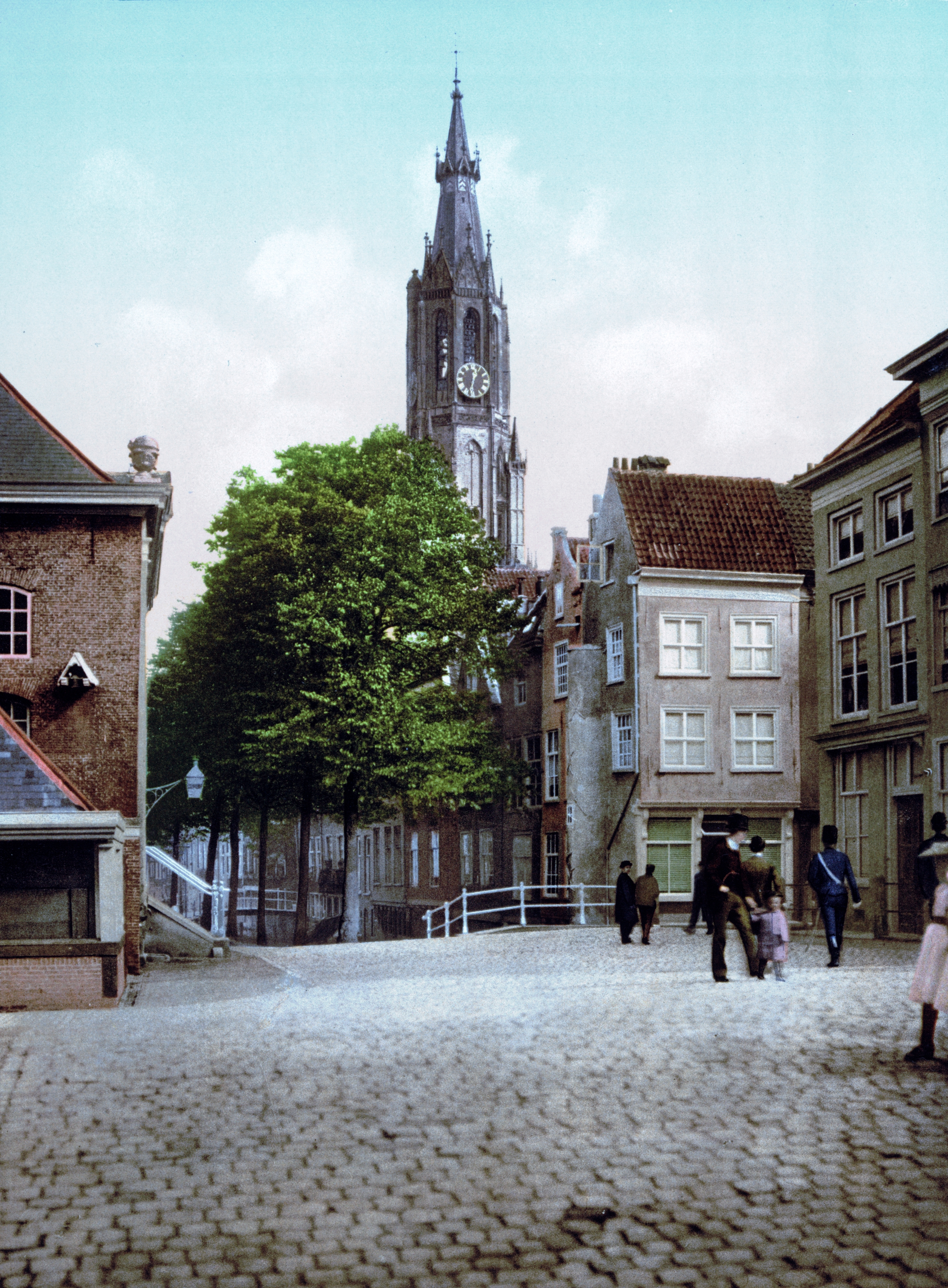
Cameretten und Blick auf die Nieuwe Kerk

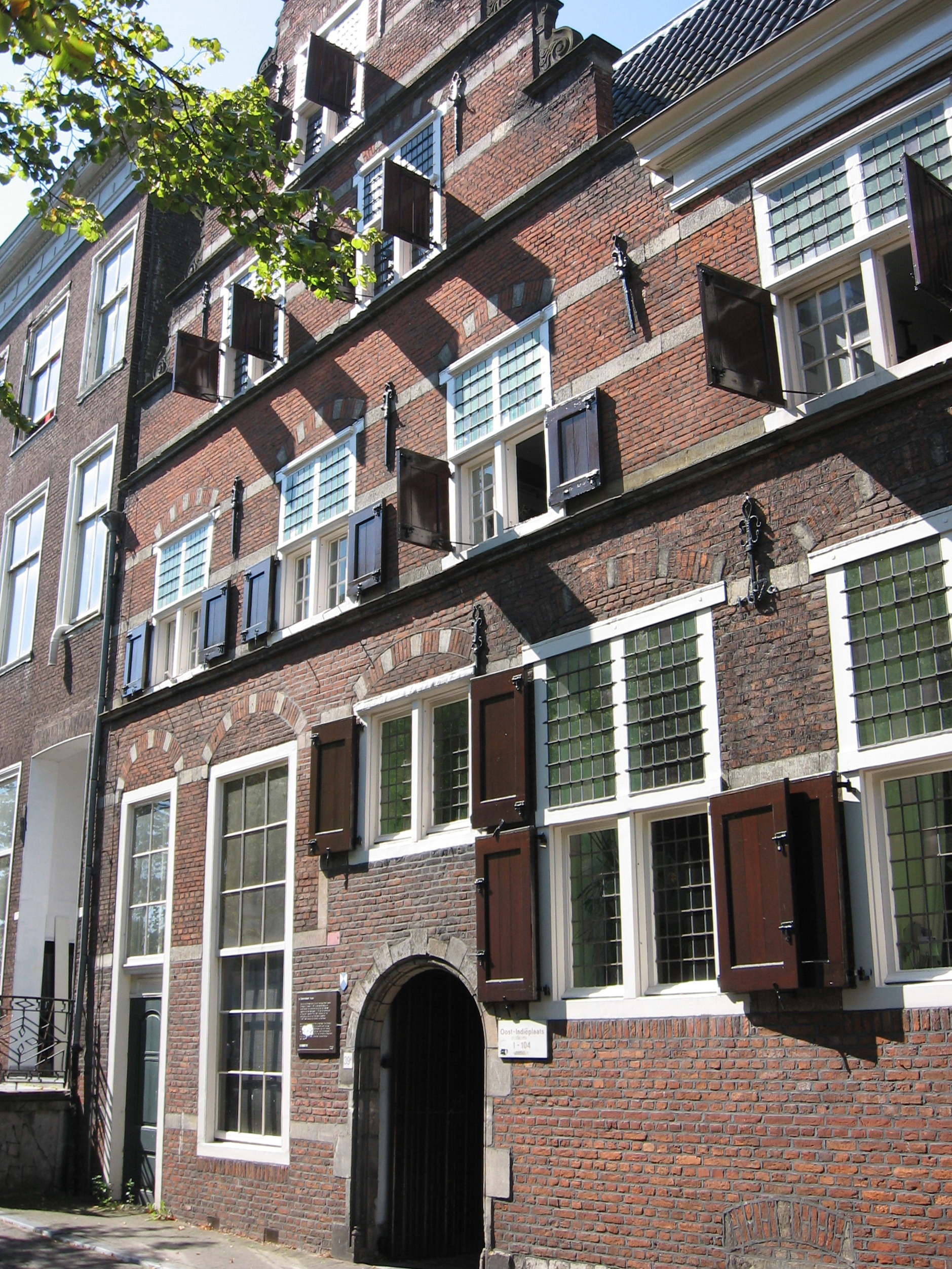
Das Oostindische Huis

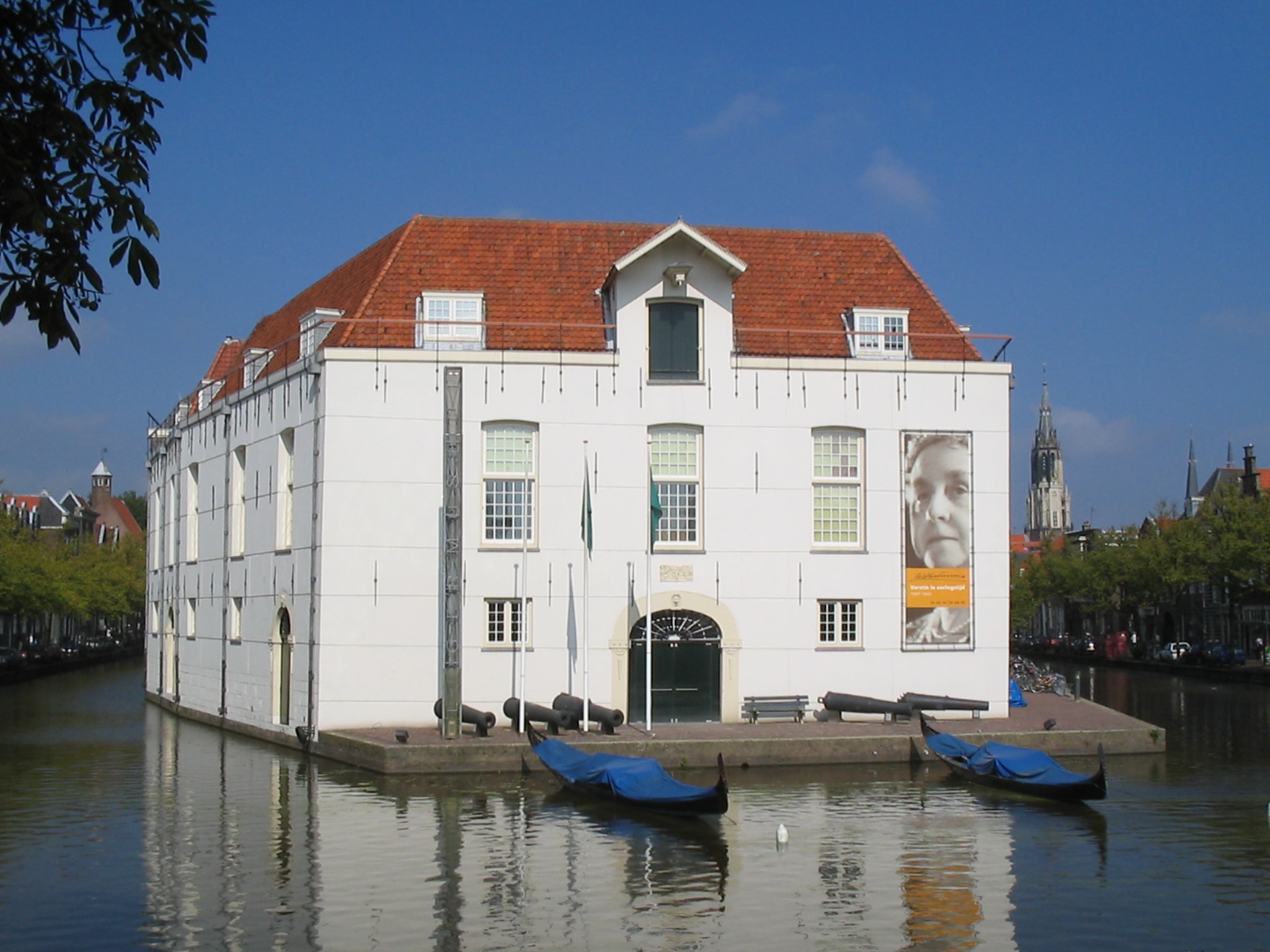
Legermuseum

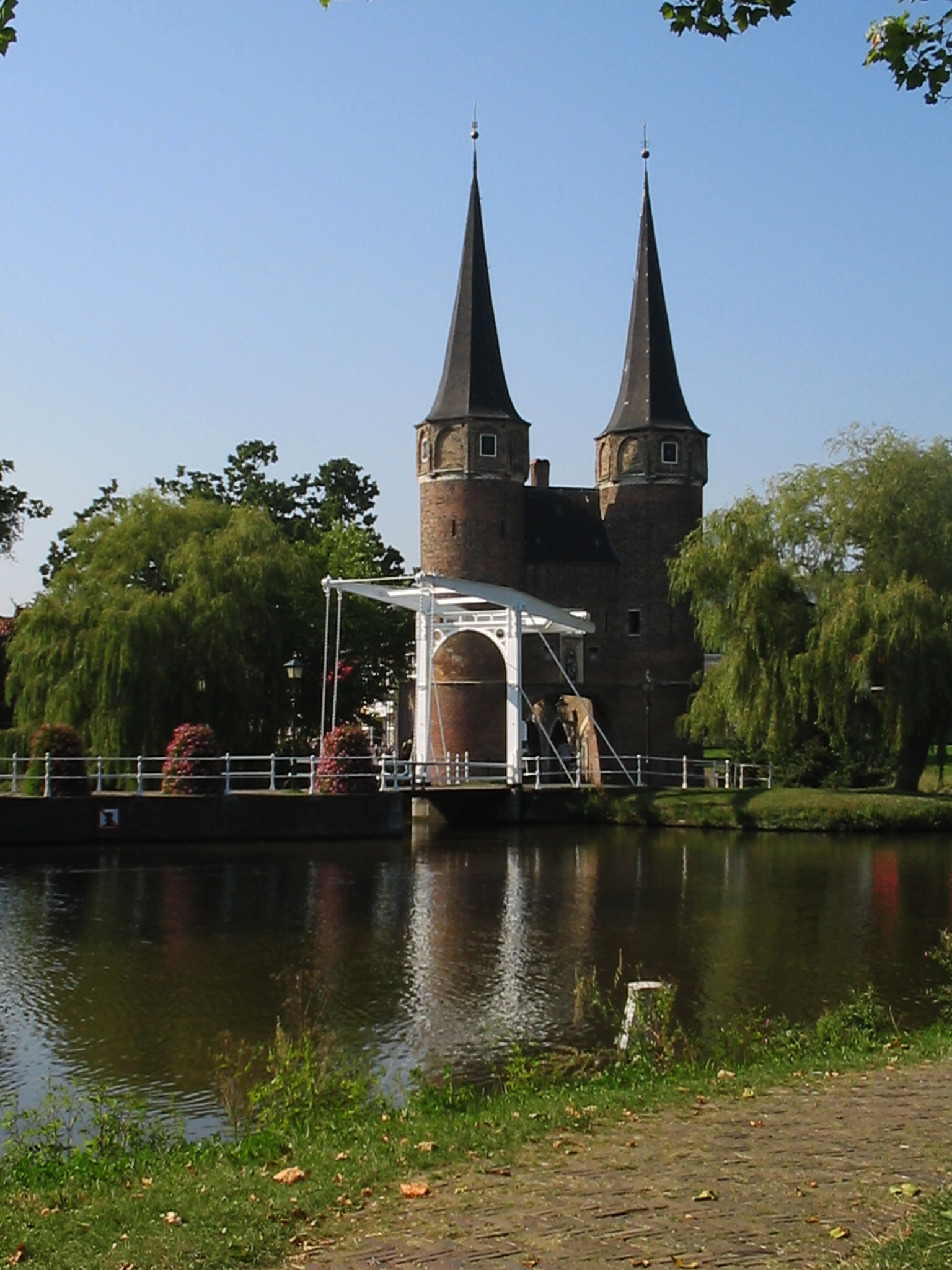
Oostpoort

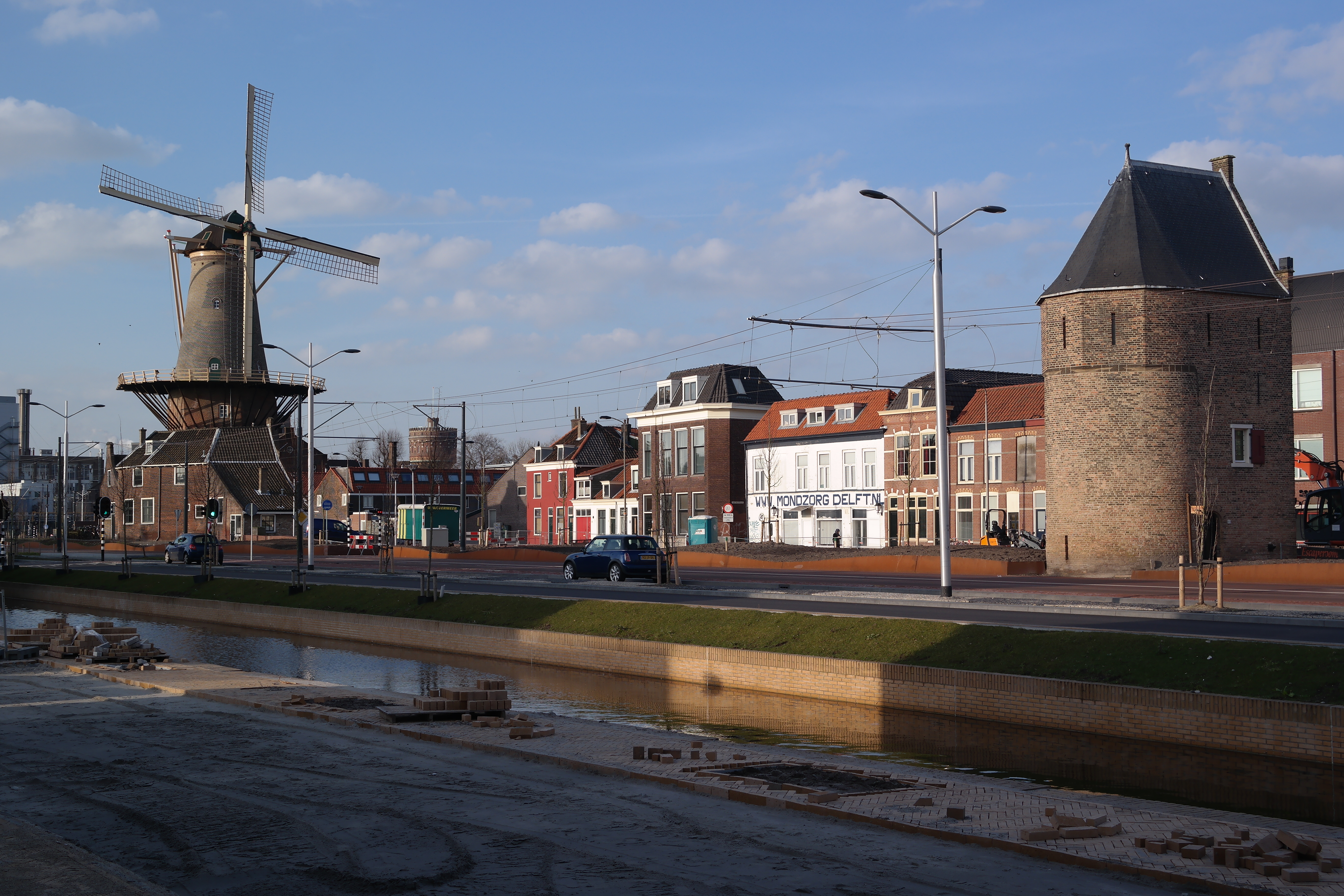
Die Mühle de Roos nach ihrer Versetzung an den neu gebauten spoorsingel

Die Ansicht der Delfter Altstadt stammt nach zwei Katastrophen, dem großen Stadtbrand von 1536 und der Zerstörung weiter Teile der Innenstadt durch die Explosion des Schießpulverlagers 1654, in weiten Teilen unverändert aus dem späten 17. Jahrhundert, aus der Zeit, als Vermeer seine Ansicht von Delft malte.
Zentral liegt der große Marktplatz, wo donnerstags Markttag ist und wo die Nieuwe Kerk an der östlichen und das Stadhuis an der westlichen Seite liegen. Die beiden anderen Seiten sind von schönen Giebelhäusern eingerahmt, die Restaurants, Cafés, Geschäfte und Souvenirläden beherbergen.
Mit dem Bau der Nieuwe Kerk wurde im 14. Jahrhundert begonnen. Ihr schlanker Turm – in Vermeers Bild in der Mitte hinten zu erkennen – fügt sich harmonisch in das Gesamtbild der historischen Innenstadt ein, obwohl er in mehreren Etappen vom Ende des 14. bis zum Anfang des 16. Jahrhunderts gebaut und mehrfach durch Brände zerstört wurde. In der Kirche befindet sich das Mausoleum Wilhelms von Oranien, des Gründers der niederländischen Republik. Mit dem Bau begann Hendrick de Keyser 1614, sein Sohn Pieter vollendete ihn acht Jahre später. Die Nieuwe Kerk dient als Grabkirche des Hauses Oranien; im öffentlich nicht zugänglichen Grabkeller werden traditionell die Mitglieder des niederländischen Königshauses beigesetzt. Vor der Kirche steht ein Denkmal aus dem 18. Jahrhundert, mit dem des „Vaters des Völkerrechts“, Hugo Grotius, gedacht wird, der 1583 am Nieuwe Langedijk in Delft geboren wurde.
Vermeer wuchs am Markt auf, in der von seiner Mutter betriebenen Schenke Mechelen, die sich hinter der Kirche an der Voldersgracht 25 befand. Später zog er mit seiner eigenen Familie in ein Haus am Oude Langedijk, auf der anderen Seite der Kirche. Beide Häuser existieren nicht mehr.
An der Voldersgracht 1 befindet sich die Korenbeurs (Getreidebörse), wo von 1870 bis Anfang des 20. Jahrhunderts eine Getreidebörse untergebracht war, der das Gebäude seinen Namen verdankt. Heute befindet sich in dem Gebäude ein gemeinnütziger Jugendverein. Früher diente der Platz einer Vleeshal (Fleischhalle), dessen Keller zur Lagerung des Fleisches zwischen 1295 und 1350 erbaut wurde. Darüber befand sich eine Holzhalle, in dem der Fleischhandel stattfand. 1650 wurde das Holzgebäude durch das heutige, von dem Architekten Hendrik Swaef entworfene klassizistische Gebäude ersetzt.
Gegenüber der Nieuwe Kerk steht das Stadhuis (Rathaus), ein 1620 von Hendrick de Keyser erbauter Renaissance-Bau mit Löwenköpfen – dem Wahrzeichen der seinerzeit jungen niederländischen Republik. Der Turm, Nieuwe Steen (neuer Stein) genannt, stammt von dem mittelalterlichen Rathaus, das 1618 vollständig ausbrannte.
Hinter dem Rathaus liegt de Waag, die frühere öffentliche Waage. Eines der wichtigsten mit der Verleihung des Stadtrechts verbundenen Rechte, das Delft 1246 erhielt, war der Betrieb einer Waage. Nach einer städtischen Verordnung waren Händler verpflichtet, Gewichte, die schwerer als zehn Pfund waren, auf der Waage der Stadt kontrollieren zu lassen. Dadurch wurde der ehrliche Handel gefördert, was für die Entwicklung von Delft als Markt- und Handelsort notwendig war. Die Waage wurde vermutlich nach dem Stadtbrand von 1536 an diesem Standort eröffnet. 1644 wurde sie um ein Nachbarhaus erweitert. Diese Erweiterung ist in den heutigen Gasträumen noch zu sehen. Die Waage wurde bis 1960 genutzt, danach war bis 1995 in dem Gebäude ein Theater untergebracht. Seit 1996 befindet sich darin das Stadtcafé De Waag.
Weiter westlich, vorbei an den Visbanken auf der Kaakbrug, zwischen den Cameretten zum Wijnhaven und zum Botermarkt, liegt Oude Delft, das älteste Wohngebiet und vornehmste Viertel im Zentrum. Es wird von der Gracht Oude Delft, der Voorstraat, dem Viertel Hypolytusbuurt und dem Koornmarkt begrenzt.
Das Renaissance-Haus an der Oude Delft 39 mit den Buchstaben V O C ist das Oostindische Huis, ab 1602 Sitz der Delfter Kammer der Vereinigten Ostindischen Compagnie (VOC). Seit 1989 befinden sich in dem sanierten Gebäude unter der Hausbezeichnung „Oostindiëplaats“ luxuriöse Privatwohnungen. Das verwitterte Haus am Oude Delft 167 wurde 1510 im üppigen Stil der Brabanter Gotik erbaut und ist eines der wenigen Häuser, das die große Feuersbrunst von 1536 unbeschadet überstand. Das Wappen von Savoyen von 1565 ziert das Haus an der Oude Delft 169. Die Brücke am Ende der Oude Delft markiert die Stelle eines ehemaligen Stadttors, des Rotterdamsepoort, das noch im Vordergrund von Vermeers Ansicht von Delft zu sehen ist. Heute ist nur noch eines der acht mittelalterlichen Tore Delfts – der Oostpoort – erhalten.
Ganz in der Nähe befindet sich der Prinsenhof, das frühere Sint-Agathaklooster an der St. Agathaplein 1, wo Wilhelm von Oranien residierte und 1584 ermordet wurde. Seit 1951 ist im Prinsenhof das Stedelijk Museum untergebracht, das unter anderem eine ausgedehnte Sammlung von topografischen Karten, mittelalterlichen Skulpturen und Delfter Porzellan zeigt und eine Dauerausstellung zum Goldenen Zeitalter unterhält. Zu dem Museum gehört die burgundisch-gotische Nonnenklosteranlage mit alten Kachelböden und bleiverglasten Fenstern, die auf eine romantische Gartenanlage blicken. Im dortigen Moordzaal können die Einschlaglöcher der Kugeln aus der Waffe von Balthasar Gérard besichtigt werden, die auf Wilhelm von Oranien abgefeuert wurden.
Gegenüber dem Prinsenhof liegt die Oude Kerk (Alte Kirche) mit ihrem nach Westen geneigten „schiefen Turm“, im Volksmund de oude Jan genannt. Sie wurde im 14. und 15. Jahrhundert erbaut und im 16. Jahrhundert von Anthonis Keldermans durch ein gotisches Querschiff erweitert. In der Oude Kerk sind unter anderen der berühmte Naturwissenschaftler Antoni van Leeuwenhoek, die beiden Seefahrer Maarten Tromp und Piet Pieterszoon Heyn und Delfts berühmtester Sohn, der Maler Jan Vermeer begraben. Die Kirche hat drei Orgeln und eine fast 9000 Kilogramm schwere Glocke, die „Bourdon“ von 1570, die aus Sicherheitsgründen nur zu besonderen Anlässen geläutet wird.
Am südlichen Ende der Oude Delft liegen der Zuidwal, die Vliet und ihr Hafenbecken de Kolk. Auf der anderen Seite des Hafens liegt die Hooikade, der Platz, von wo aus Vermeer seine Ansicht von Delft gemalt hat.
An der Korte Geer 1 befindet sich ein massiver Backsteinbau im Wasser, das frühere Waffenarsenal der Republiken Holland und Westfriesland, Armentarium genannt. Seine Funktion wird von der bärtigen Figur des Kriegsgottes Mars dargestellt, der auf einem Löwen und einem Haufen Waffen sitzt. Heute ist in dem Gebäude das Legermuseum (Königlich-Niederländisches Heeresmuseum) untergebracht.
Die Fabrik Königliche Delfter Fayence De Porceleyne Fles Anno 1653 am Rotterdamseweg 196, die 1653 zum ersten Mal Delfter Blau herstellte, ist als einzige erhalten geblieben.
Molen de Roos ist eine ursprünglich auf der Stadtbefestigung errichtete Kornmühle von 1728, die bis vor einigen Jahren mitten in einer stark befahrenen Durchgangsstraße, eingeklemmt zwischen der Hochtrasse der Eisenbahn und der Straßenbahnlinie als Verkehrsinsel stand. Im Zuge der kompletten Restrukturierung des Bereichs um den Bahnhof wurde die Windmühle als ganzes versetzt und steht nun einige hundert Meter weiter südlich auf einem geräumigeren Platz mit weniger Verkehr.
Im ehemaligen Gebäude des Instituts Heilige Geest, Molslaan 104, befand sich im 16. Jahrhundert ein Findelhaus. Das heutige Heilige Geesthuis reichte ursprünglich bis an den Burgwall und war rund 70 Meter lang. 1978 wurde es zur Taverne „De Mol“ umgebaut.
Aus der Architektur der Gegenwart ist die Bibliothek der TU erwähnenswert, ein mehrfach preisgekröntes Gebäude von 1997, mit einer Liegewiese auf dem schrägen Dach.

### Hofjes
Auch in Delft hat sich die Hofjes-Kultur ab dem 16. Jahrhundert eingebürgert. Hofjes sind aus einzelnen Wohnhäusern und Gemeinschaftseinrichtungen bestehende Wohnanlagen, die rund um einen zentralen Hof angelegt sind und von begüterten Kaufleuten als kostenlose Altenwohnungen für ihre Bediensteten oder Personengruppen ohne eigenes Einkommen und Vermögen gestiftet wurden. Im Stadtbereich sind vier Hofjesanlagen erhalten:
- Hofje van Gratie

Ein Hofje für alleinstehende Frauen, das 1575 von Pieter Sasbout gegründet wurde.
- Klaeuwshofje

Ein Hofje für römisch-katholische unverheiratete Frauen und Witwen an der Oranje plantage, 1605 gegründet von Dirck und Elizabeth Uyttenhage, den Eigentümern der Bierbrauerei de Klaeuw.
- Hofje van Pauw

Das Hofje wurde 1707 nach dem Testament von Elizabeth Pauw am Paardenmarkt gebaut. Pauw war die Tochter des Bürgermeisters Jacob Pauw und die Witwe zunächst von Johan van der Dussen und danach dessen Cousin Dirck van der Dussen, die beide ebenfalls Bürgermeister von Delft waren.
- Hofje van Almonde

Ursprünglich 1607 als Bagijnhof (Beginenhof) gegründet. Die heutigen Häuschen stammen aus dem Jahr 1855.

### Kino und Theater

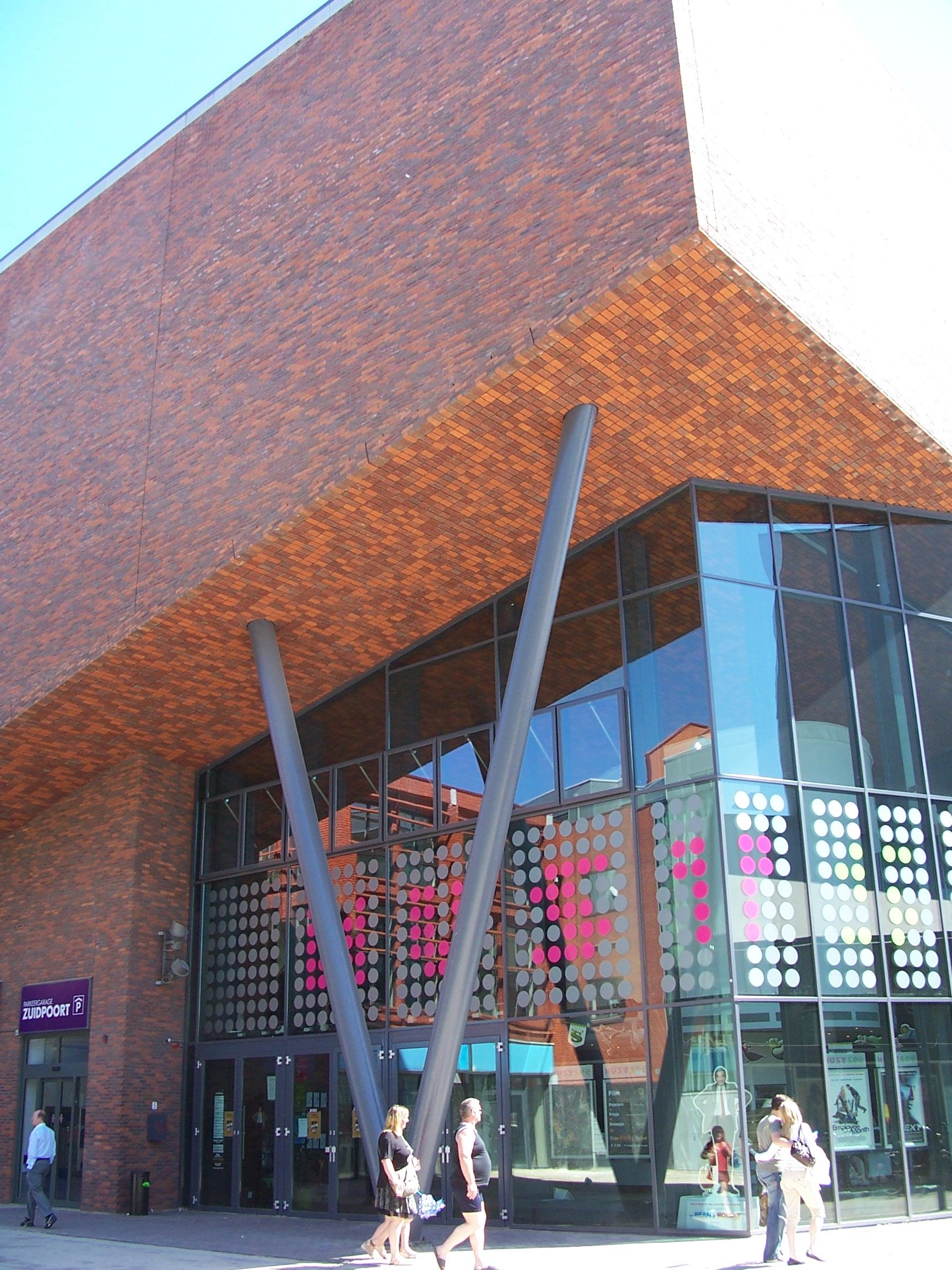
Das neue Lichtspielhaus MustSee (seit 2010 Pathé)

Delft verfügt über zwei Lichtspielhäuser, seit 1996 das Filmhuis Lumen an der Doelenplein, das sich auf Kunstfilme spezialisiert hat, und für den Bereich der Publikumsfilme seit Ende 2006 das MustSee an der Vesteplein in spektakulärer Architektur und ausgestattet mit 1.345 sofaähnlichen Sitzplätzen, das zu den größten der Niederlande zählt. Mit seiner Eröffnung schloss das bis dahin größte Kino Delfia an der Binnenwatersloot. 2010 wurde das MustSee durch die französische Kinogruppe Pathé übernommen.
Weiterhin gibt es vier Theaterhäuser in Delft. Nachdem das traditionelle Theater Waagtheater am Markt 1994 wegen eines Brandschadens geschlossen werden musste, wurde an der Vesteplein ein Neubau erstellt, der das Theater an der Veste mit rund 500 Sitzplätzen beherbergt und 1995 eröffnet wurde. Das Microtheater in der Kerkstraat besteht seit 1939 und wird von der Laienspielgruppe de Flits geführt. Das Floratheater gegenüber der Doelenplein wurde 1894 vom Katholieke Volksbond gebaut. In den 1970er Jahren verkam es zum schlecht geführten Pornofilmtheater und stand einige Jahre leer. 1984 wurde es restauriert. Seither treten dort verschiedene Theater- und Tanzgruppen auf. Das Falie Begijnhoftheater zeigt hauptsächlich Vorstellungen für Kinder und Jugendliche.
Die Innenstadt von Delft war 1978 ein zentraler Drehort für Werner Herzogs Film Nosferatu – Phantom der Nacht.

### Museen
- Das Museum Het Prinsenhof befindet sich im ehemaligen Sint Agathakloster. Ausgestellt werden Gemälde und andere Objekte erzählen die Geschichte des Achtzigjährigen Krieges. Außerdem zeigt das Museum eine wunderschöne Sammlung mit Kunst aus dem 17. Jahrhundert. In dem prachtvollen Komplex sind die Spuren des Klosters noch deutlich sichtbar.
- Das Vermeercentrum, Jan Vermeer gewidmet, wurde im April 2007 eröffnet und erläutert allgemeinverständlich insbesondere der Symbolik in den Bildern Vermeers.[32]
- Das Koninklijk Nederlands Legermuseum war ein Armeemuseum, das von der Prähistorie bis zu den beiden Weltkriegen und den UN-Friedensmissionen der letzten Jahrzehnte Exponate zu kriegerischen Auseinandersetzungen zeigte. Anfang 2013 wurde das Museum am bisherigen Standort geschlossen. Die Sammlung wurde mit der des Militaire Luchtvaart Museum im Ende 2014 eröffneten Nationaal Militair Museum in Soesterberg zusammengeführt.
- Bis März 2008 war das Technikmuseum von Delft (Techniek Museum Delft) an der Ezelsveldlaan 61 untergebracht. Es ging Anfang 2009 in das „Science Center“ auf, das seitdem durch die Technische Universität betrieben wird.
- Die Porzellanmanufaktur Koninklijke Porceleyne Fles bietet Betriebsbesichtigungen an, bei denen gezeigt wird, wie „Delfts Blauw“, das handbemalte Delfter Porzellan, hergestellt wird.
- Im Reptilienzoo Serpo sind unter anderem Schlangen, Spinnen und Krokodile zu sehen.
- Das Museum Lambert van Meerten ist ein Grachtengebäude im Neorenaissance-Stil, das das Privathaus des Delfter Fabrikanten und Kunstsammlers Lambert van Meerten (1842–1904) war und das seit 1909 als Museum zugänglich ist. Zur Sammlung gehören Möbel, Holzschnitzereien, Waffen und Gemälde. Es ist auch die umfangreiche Kachelsammlung von Jan Schouten zu sehen.
- Der Botanische Garten der TU Delft wurde 1917 von dem Delfter Professor Gerrit van Iterson eingerichtet und ist zweieinhalb Hektar groß.
- Im Medisch Farmaceutisch Museum De Griffioen sind medizinische und pflegerische Instrumente, eine historische Apotheke und das Arbeitszimmer von Reinier de Graaf zu sehen.
- Der Mineralogische tuin Delft (Mineralogische Garten Delft) befindet sich in einem historischen Gebäude der TU Delft. In den Gängen des Gebäudes sind einige der weltberühmten Fossilien der Fossilfundstätte Holzmaden ausgestellt.
- Het Tabaks Historisch Museum Delft (Historische Tabakmuseum) ist aus einer Privatsammlung entstanden. Hauptthema ist die Geschichte der Delfter Tabakindustrie, wie zum Beispiel die älteste Zigarrenfabrik der Niederlande von Albertus Hillen (gegründet 1770).
- Winkeltje Kouwenhoven (winkeltje bedeutet „Lädchen“) ist eine 1867 von dem Drogisten Kouwenhoven gegründete Drogerie, dessen überwiegend aus dem Jahr 1931 stammende Einrichtung auf dem Gelände des Gemeindemuseums an der Sint Agathaplein 3a zu einem Museumsladen wurde.
- Das Gereedschap museum Mensert (Werkzeugmuseum Mensert) verfügt über eine Sammlung von Arbeitsgeräten verschiedener Handwerksberufe und zeigt zum Beispiel die Arbeitsplätze eines Böttchers und eines Zimmermanns.
- Am Koornmarkt steht das Museum Paul Tétar van Elven. Dort wohnte im 19. Jahrhundert der gleichnamige Künstler, der versuchte, Räume im Stil der Gemälde Vermeers einzurichten. Heute kann dort eine große Sammlung an orientalischem Porzellan und Delfter Fayencen besichtigt werden.

### Sport
Delft bietet eine Vielzahl von Sportmöglichkeiten, die in gut 150 Sportvereinen und einer Reihe von Sportplätzen und -hallen ausgeübt werden können:
- Der lokale Fußball steht dabei nicht im Mittelpunkt des Interesses. Auch wenn es in der Stadt 13 Fußballvereine gibt und der DHC Delft[33] im Herrenfußball zwischen 1932 und 1953 überwiegend in der ersten Liga spielte, wenden sich Fußballfans seit der Einführung des Profi-Fußballs eher einem der nahe gelegenen Rotterdamer Vereine zu, die mit Feyenoord, Sparta und (bis 2008) Excelsior gleich drei Clubs in der Eredivisie, der höchsten niederländischen Fußballliga, stellen. Der Delfter Frauenfußball erlebte eine Blüte, als die Damen des 1971 gegründeten KFC'71 (Kruikelientjes Football Club) in der Saison 1985/86 und 1988/89 niederländische Meisterinnen wurden. Der Verein schaffte 2007 allerdings nicht den Sprung in die neue höchste Spielklasse Eredivisie, sondern spielt in der zweiten Liga, der Hoofdklasse.

Zu den beliebtesten Sportarten in Delft gehören Eis- und Wassersport, Hockey und Rugby.
- Rudern
Die Delftse Studenten Roeivereniging Proteus-Eretes (DSR)[34] ist der größte niederländische Ruderclub. Mitglieder gewannen bereits eine Vielzahl olympischer Medaillen, so ging eine Silbermedaille an Gerritjan Eggenkamp bei den Olympischen Spielen von 2004 in Athen, holte Carin ter Beek Silber in Sydney und gewann Niels van der Zwan eine Goldmedaille bei den Olympischen Spielen in Atlanta 1996.
Die Delftsche Studenten Roeivereeniging „Laga“ (D.S.R.V.)[35] brachte unter anderem Eeke Geertruida van Nes (* 1969 in Delft) hervor (die Tochter des Silbermedaillengewinners von Mexiko-Stadt 1968, Hadriaan van Nes) die bei den Olympischen Spielen in Atlanta 1996 eine Bronzemedaille und vier Jahre später in Sydney zwei Silbermedaillen gewann.
- Hockey
Der Hockey-Club Haagsche Delftsche Mixed ist ein 1908 gegründeter Verein aus Mitgliedern von Den Haag und Delft, deren Herren 1924, 1930, 1931, 1935, 1941, 1942 und 1992 den Landestitel holten, während die Damenmannschaft 2007–2008 siegte.
Der 1898 gegründete Delftsche Studenten Hockey Club (DSHC)[36] gehört zu der Studentenvereinigung Delftsch Studenten Corps (DSC) und gilt als bester niederländischer Studenten-Hockeyclub; sowohl die Damen- als auch die Herrenmannschaft spielen in der ersten Liga.
Der Sanctus Virgilius Hockey Club Dopie (DOe Potdomme IEts), kurz SVHC Dopie wurde 1946 gegründet, spielt ebenfalls in der ersten Liga.
Beide Clubs spielen auf den Hockeyfeldern des Sportcentrums der TU Delft. Des Weiteren gibt es zwei weitere Hockeyvereine Hudito (Houd Uw Doel In 'T Oog) und Ring Pass Delft ohne Affiliation zu Studentenverbindungen.
- Rugby
Die Mannschaft des 1918 gegründeten Delftsche Studenten Rugby-Club (D.S.R.-C.)[37] spielt in der ersten niederländischen Liga, eine Klubmitgliedschaft ist den männlichen Studenten der TU Delft vorbehalten und an bestimmte Voraussetzungen geknüpft, weshalb der Verein oft als zu elitär kritisiert wird.
Ein weiterer Rugby-Verein ist der Studenten Rugby Club SRC Thor,[38] der seit 1983 eine Damenabteilung hat, die bereits mehrfach Landesmeister wurde. Die Herren spielen in der dritten Liga, die Damen in der höchsten; in der Spielzeit 2005/2006 wurden sie Vizemeister.
- Golf
Der Golfplatz Delfland wurde von dem Hockey-Club Haagsche Delftsche Mixed gegründet und umfasst neben den Hockeyfeldern einen Golfplatz mit einer Par-3- und einer 18-Loch-Bahn, die derzeit auf 27-Loch erweitert wird.[39] Golfplatz Delfland ist der erste niederländische Golfclub, in dem keine Mitgliedschaft erforderlich ist. Bei Vorliegen der Platzreife und Zahlung einer Eintrittsgebühr kann jedermann dort spielen.

Für den Breitensport stehen zwei Schwimmhallen, das Zwembad Kerkpolder und das Sportfondsenbad, drei Sporthallen, die Sporthal Brasserskade, De Buitenhof, Grotius College, Fretstraat und zwei Sportanlagen, das Sportcentrum TU Delft und der Sportpark Tanthof-Zuid zur Verfügung.

### Veranstaltungen
- Westerpop ist ein zweitägiges Popfestival, das seit 1989 jährlich im August ausgerichtet wird. Aus einem Stadtteilfest im Westerkwartier entstanden, findet es seit 1996 auf dem Sportgelände des Grotius College statt und zog in den letzten Jahren rund 15.000 Besucher an.[41] Neben Livekonzerten und Straßentheater findet auch ein Festivalmarkt statt. Der Eintritt zu allen Veranstaltungen ist frei, die Veranstalter und viele Künstler arbeiten ehrenamtlich.

- Taptoe Delft ist eine Militärmusikparade (Taptoe), die von 1954 bis 1974 auf dem Delfter Markt und von 1975 bis 1995 in Breda ausgerichtet wurde, um 1996 nach Delft zurückzukehren. Seither wird die Veranstaltung im September jeden zweiten Jahres organisiert. Bis zu 1000 nationale und internationale Musiker in Militärkapellen, Spielmannszügen und Showbands ziehen dann in einer Straßenparade zum Markt, wo sie gemeinsam spielen.[42]

- Das Jazz Festival Delft findet seit 1985 jährlich im August statt. Auf verschiedenen Plätzen in der Innenstadt spielen Jazzmusiker und -bands.

- de Mooiweerspelen, die Schönwetterspiele, erstmals 1988 präsentiert, finden im Juni als Straßentheater an verschiedenen Plätzen in der Innenstadt statt.

- Das Delft Chamber Music Festival, ein jährliches Kammermusikfestival im van Mandelezaal im Prinsenhof, fand erstmals 1997 statt.

### Naherholung

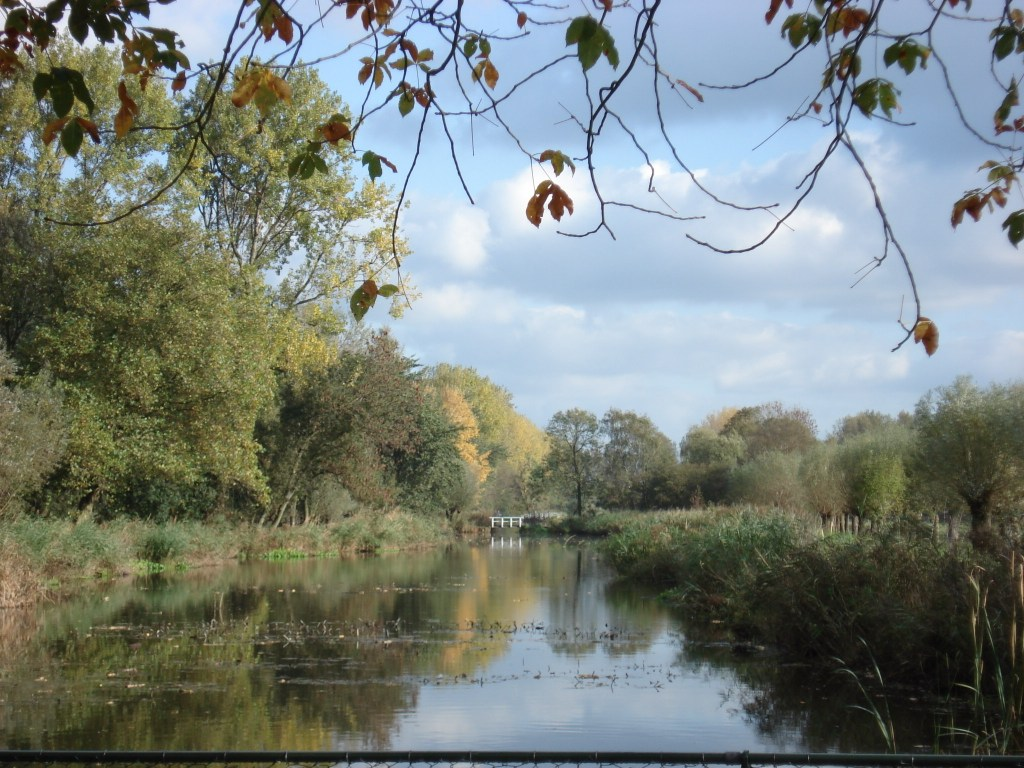
Delftse Hout in Richtung Nootdorpse plassen (Nootdorfer Seengebiet)

Delft verfügt trotz seiner hohen Bevölkerungsdichte über viele Grünflächen. Neben zahllosen kleinen Grünanlagen befinden sich im Zentrum ein Arboretum mit Naturlehrpark und dem Stadtpark, Wilhelminapark genannt, während sich etwas außerhalb des Zentrums dem Agnetapark befindet, eine 1884 von dem Landschaftsarchitekten Louis Paul Zocher nach einer Idee der Eheleute Jacob van Marken und Agneta Matthes-van Marken für die Mitarbeiter der Nederlandsche Gist- & Spiritusfabriek NV errichtete und nach Agneta Matthes benannte Werkssiedlung in einer Grünanlage. Auf dem Gelände der TU Delft liegt ein Botanischer Garten mit mehr als dreitausend Pflanzenarten.
Direkt hinter der nordöstlichen Stadtgrenze, in Richtung Pijnacker, liegt das Naherholungsgebiet Delftse Hout, das in die Nootdorper Freizeitgebiete Nootdorpseplassen und Dobbeplas übergeht. Die Seen de Grote Plas und Dobbeplas dienen im Sommer dem Schwimmvergnügen und im Winter dem Schlittschuhfahren.
Dazu kommen die Vlietlanden in Midden-Delfland, die teilweise unter Naturschutz stehen, mittlerweile aber auch zu einem ausgedehnten Naherholungsgebiet rund um einen 150 Hektar großen See ausgebaut wurden.

## Wirtschaft
Am 1. Januar 2007 waren in Delft 3.134 Betriebe und Institutionen zu verzeichnen, in denen 47.299 Personen beschäftigt waren, was die aktive Arbeitsbevölkerung von Delft, die rund 39.000 Arbeitnehmer beträgt, deutlich übersteigt.
2004 betrug das gemittelte Haushaltseinkommen der Delfter Bevölkerung 27.500 Euro und lag um 0,5 Prozent höher als der Durchschnittsbetrag der Niederlande. 2007 lag es bei geschätzten 31.000 Euro.
Dominiert werden die Wirtschaftsbetriebe von Dienstleistungsunternehmen, die insgesamt 8.931 Personen und 22 Prozent der Arbeitnehmer beschäftigten, gefolgt von Betrieben des Gesundheitswesens (17 Prozent), Bildung und Unterricht (17 Prozent), Handel und Gewerbe (12 Prozent) und Industrie (10 Prozent). Von der Arbeitslosigkeit ist Delft vergleichsweise gering betroffen, die seit 2005 weiterhin rückläufig ist. Am 1. Januar 2007 waren 3.032 Personen arbeitslos gemeldet, was einer Quote von 4,1 Prozent entspricht. 2005 hatte die Quote noch bei 9,2 Prozent gelegen. Die Arbeitslosenquote im ganzen Land lag 2007 bei 5,5 Prozent.

### Pendler und Pendelströme
Innerhalb des Ballungsgebietes Randstad zählt Delft gleichermaßen zu den peri-urbanen Räumen sowohl von Den Haag als auch Rotterdam – nach Amsterdam immerhin die beiden größten Agglomerationen des Landes. Hinsichtlich der Arbeitsplatzsituation und der Pendlerströme wäre daher eigentlich zu erwarten, dass Delft eine hohe Zahl von Auspendlern aufweist. Das Gegenteil ist indes der Fall. In einer vom niederländischen Zentralbüro für Statistik (Centraal Bureau voor de Statistiek, CBS) 2001 durchgeführten Untersuchung wurden umfangreiche Daten erhoben, die auch Aufschluss über die Pendelströme innerhalb der Niederlande vermittelten. Hierbei wurde festgestellt, dass Delft als Mittelstadt eine Arbeitsplatzkonzentration aufweist, die jene der benachbarten Großstädte prozentual übersteigt, was atypische Pendelströme zur Folge hat und einen auffallend hohen positiven Pendelüberschuss von über 20 Prozent aufweist (ein positiver Pendelüberschuss entsteht, wenn die Zahl der Einpendler die der Auspendler übersteigt).
54 Prozent der Delfter Arbeitsplätze werden von nicht in Delft ansässigen Arbeitskräften besetzt. Ein Großteil davon wohnt in einem Umkreis von 15 Kilometern, woraus deutlich wird, dass Delft als Arbeitsplatz vorrangig eine regionale Funktion erfüllt.
Die Untersuchung hat grundsätzlich ergeben, dass ein Zusammenhang zwischen Bildungsniveau und Pendelverhalten besteht. Je höher der Ausbildungsgrad, desto höher ist auch die Mobilität und die Bereitschaft, längere Anfahrten zur Arbeitsstelle in Kauf zu nehmen. Das trifft gleichermaßen auf die Verhältnisse in Delft zu: Nur 39 Prozent der Arbeitsplätze, die eine wissenschaftliche beziehungsweise akademische Ausbildung voraussetzen, sind von Einheimischen besetzt, wobei gleichzeitig das Bildungsniveau der Delfter Arbeitsbevölkerung überdurchschnittlich hoch ist. Das wiederum bedeutet, dass ein Großteil (55 Prozent) der in Delft ansässigen Akademiker in anderen Gemeinden arbeitet. Bei den Arbeitnehmern mit mittlerem oder niedrigem Bildungsabschluss ist diese Rate mit 43 beziehungsweise 38 Prozent deutlich niedriger.
Für Delft trifft weiterhin zu, dass in den letzten Jahrzehnten der Pendelverkehr innerhalb der städtischen Arbeitsmarktregionen stark zugenommen hat. Bemerkenswert ist, dass diese Zunahme nicht nur den Aus- und den Einpendelverkehr betrifft, sondern auch der Binnenpendelverkehr, das heißt die innerregionalen Verflechtungen sind über alle Stadtregionen gesehen intensiver geworden. Dies ist in den niederländischen Städten nur noch in Utrecht der Fall.
Dieser Umstand führte unter anderem dazu, dass die Zahl der Fahrradpendler stark zunahm, nicht nur innerstädtisch, sondern insbesondere auf der Strecke De Lier – Delft – Pijnacker, wo nach einer Untersuchung von 2006 das Fahrrad dem Auto zeitlich deutlich überlegen war. Aufgrund dessen wurden 2006/2007 die Radwege in und um Delft weiter ausgebaut und an vielen Stellen mit einer Vorfahrtsregelung und besonders kurzen Ampelwartezeiten versehen.

### Ortsansässige Unternehmen

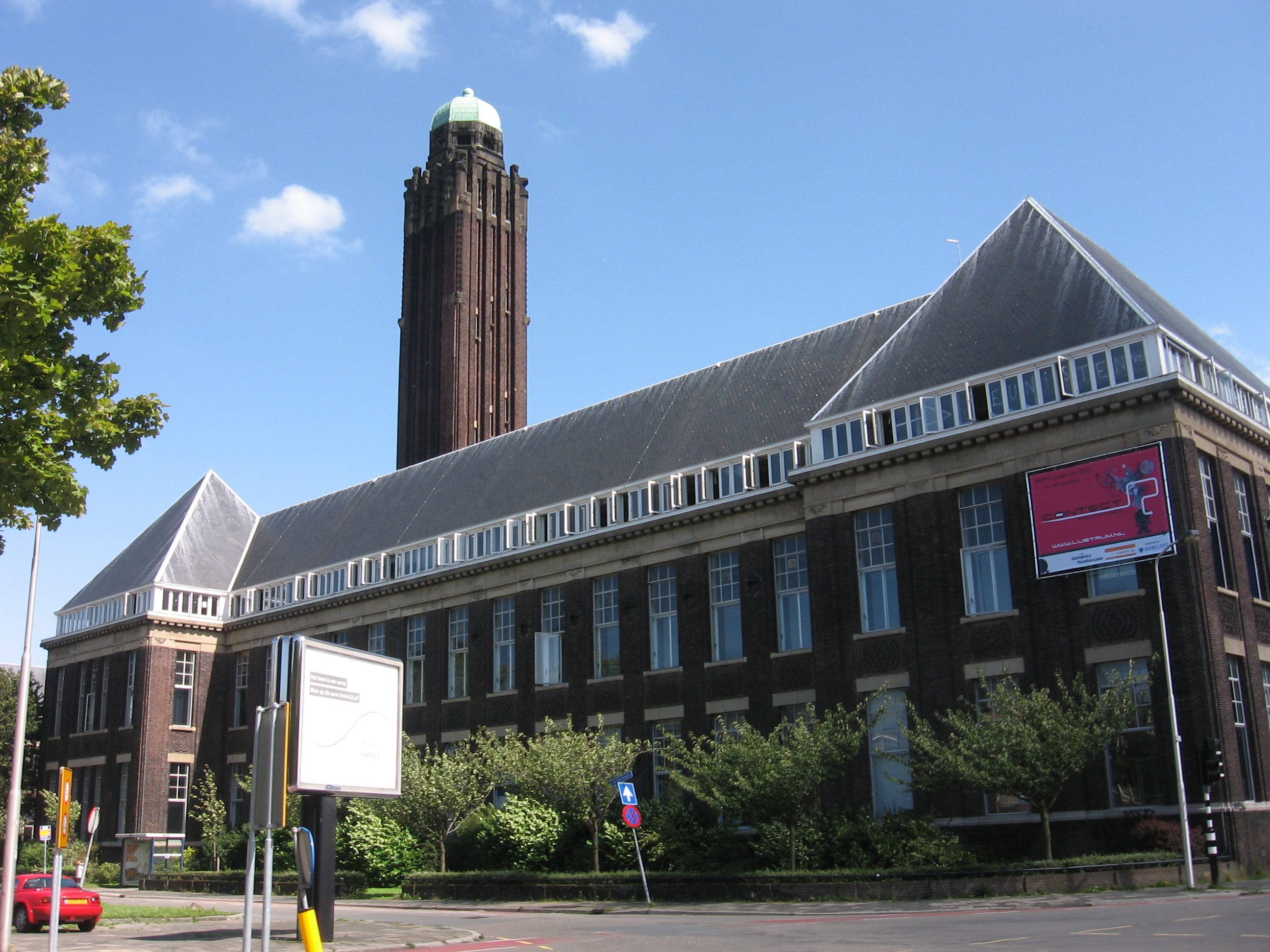
Die Technische Universität Delft, zugleich größter Arbeitgeber der Stadt

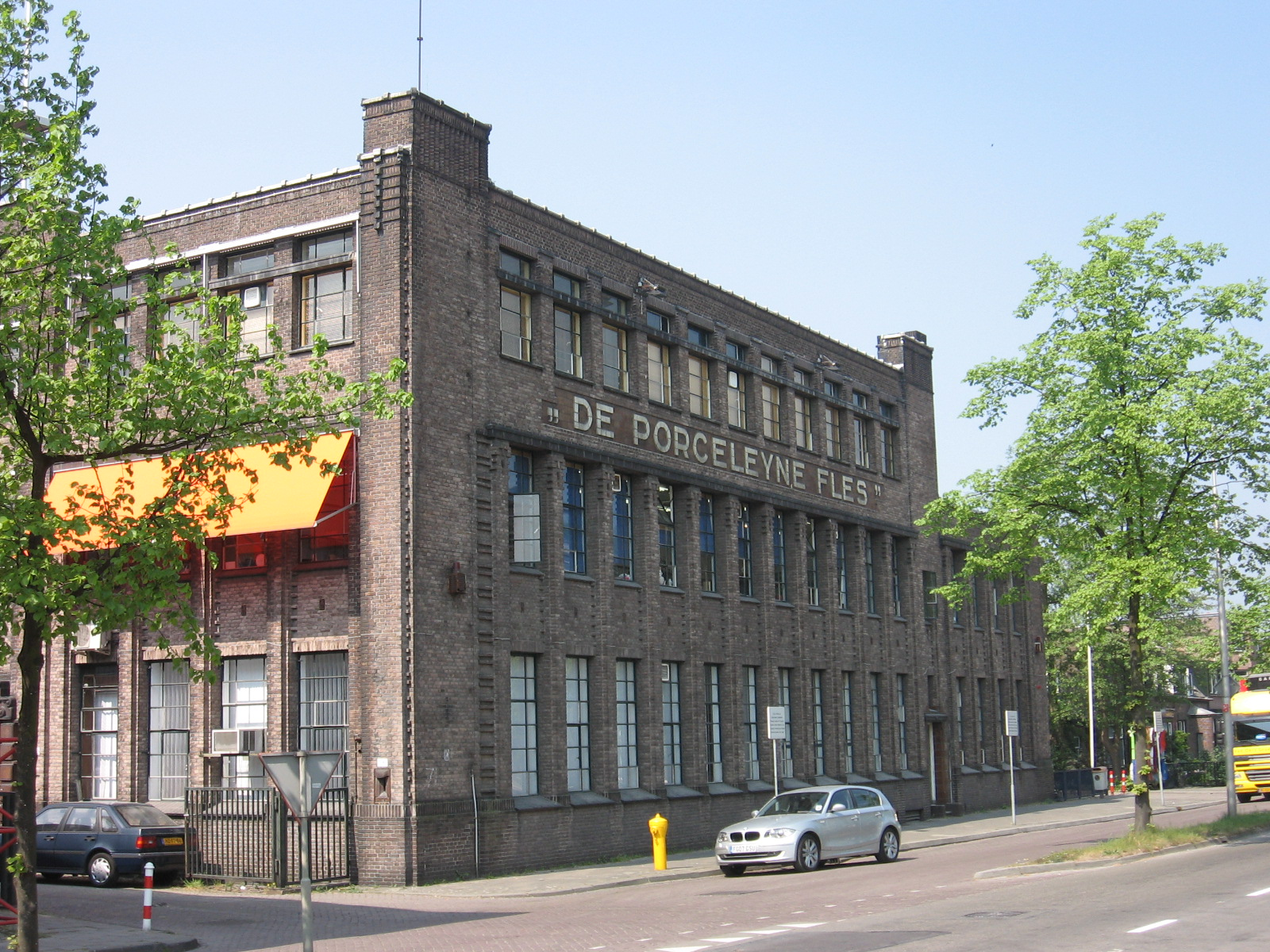
De Porceleyne Fles

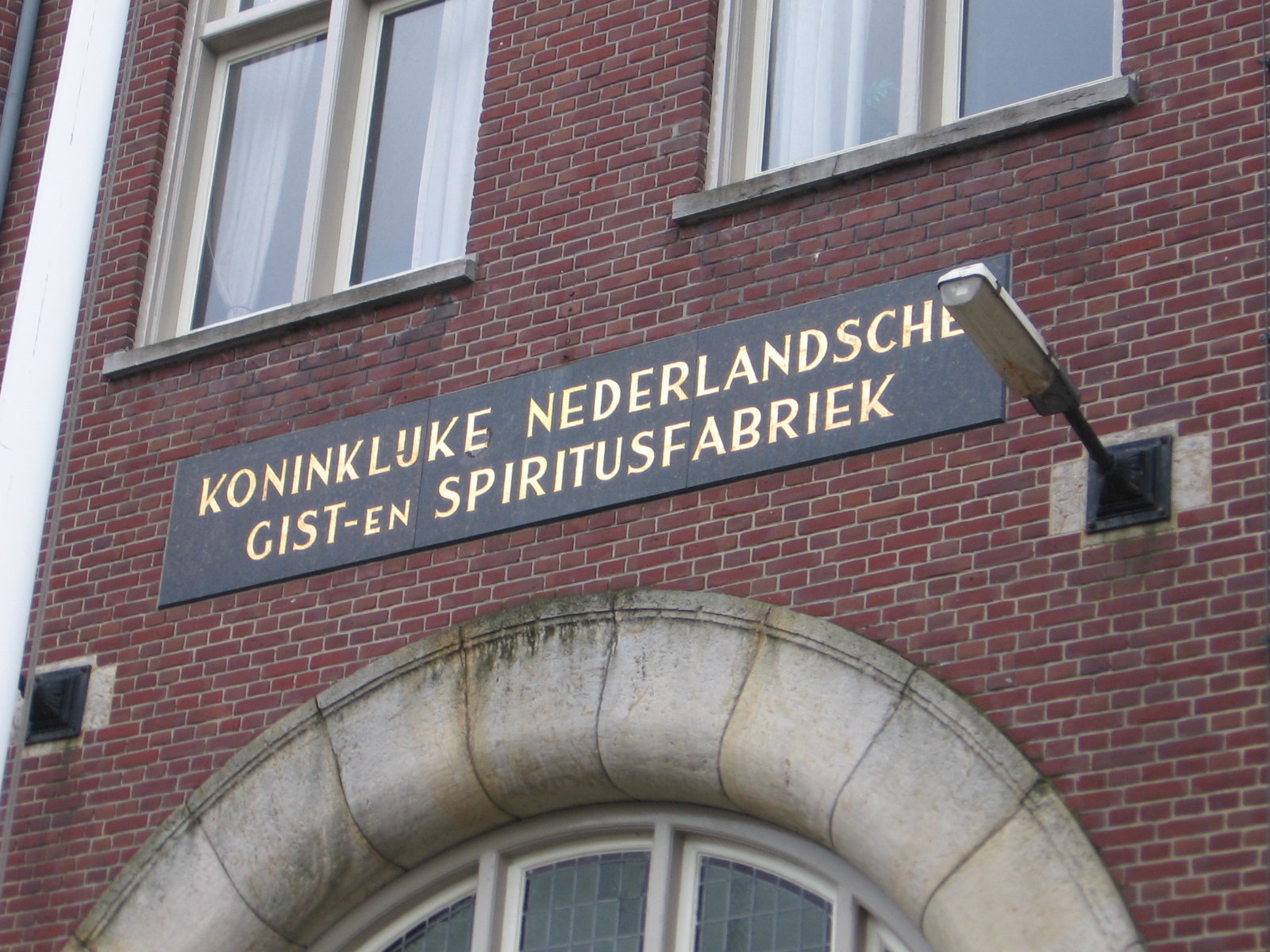
DSM Gist Services BV

Die Technische Universität Delft beschäftigte als größter Arbeitgeber der Stadt per 31. Dezember 2007 2712 Wissenschaftler und 1859 Mitarbeiter im Unterstützungsdienst. An den acht Fakultäten der TU waren im Studienjahr 2006/2007 14.299 Studenten immatrikuliert. Seit 1932 ist in Delft auch der Hauptsitz der TNO, der Niederländischen Organisation für Angewandte Naturwissenschaftliche Forschung angesiedelt, die nach der Fraunhofer-Gesellschaft zweitgrößte Forschungseinrichtung Europas mit insgesamt rund 5000 Mitarbeitern in Delft und den anderen Dienstorten. Neben der TU und der TNO haben sich verschiedene Forschungsinstitute und -unternehmen in Delft angesiedelt, wie beispielsweise DSM Gist, das Nederlands Normalisatie Instituut (Niederländisches Institut für Normung), das Nederlands Meetinstituut (Niederländisches Eichamt), Exact Software oder Delft Instruments.
Die Niederlande sind führend im Bereich der Wasserbauwerke. Daher kommen aus der ganzen Welt Studenten an die TU und das 1956 gegründete und am Institut für hydraulisches Ingenieurwesen angesiedelte UNESCO-IHE (UNESCO-Institut für Wasserbildung), das Bildung und Ausbildung in Wasserfragen organisiert und mit über 14.000 Absolventen das weltweit größte seiner Art ist. 2003 wurde es zu einem UNESCO-Bildungsinstitut der Kategorie I erhoben.
Zu den wichtigsten Arbeitgebern mit mehr als 1000 Arbeitsplätzen zählen neben der TU Delft, DSM Gist Services BV, TNO, Stichting Reinier de Graaf Group, Pieter van Foreest und die Gemeinde Delft. Weitere wichtige Ansiedlungen und Arbeitgeber sind unter anderem IKEA, Macro, Eneco Energie NV, Stichting GeoDelft, Nederlands Normalisatie-Instituut, Sincera BV, Operator groep Delft BV, Exact Software Nederland BV und GGZ Delfland.
Nur eine Porzellanmanufaktur aus dem 17. Jahrhundert ist erhalten geblieben, die 1653 gegründete königliche Porzellanmanufaktur De Porceleyne Fles, die heute offiziell N.V. Koninklijke Delftsche Aardewerkfabriek “De Porceleyne Fles Anno 1653” (Royal Delft) heißt. Daneben haben sich eine Reihe neuer Werkstätten, Töpfereien und kleinerer Manufakturen angesiedelt. Die älteste davon ist De Delftse Pauw, die den Namen einer Traditionsmanufaktur übernommen hat und sich in zwei altholländischen Gebäuden am Delftweg am Kanal de Vliet niedergelassen hat. Delfter Keramik ist heutzutage vor allem wegen der Besucher wieder zu einem wichtigen Wirtschaftsfaktor für die Stadt geworden. Allein De Porceleyne Fles führte 2007 für 140.000 Besucher Betriebsbesichtigungen durch.
Im April 2007 gab es in Delft 614 Einzelhandelsgeschäfte mit einer Verkaufsfläche von insgesamt 146.999 Quadratmetern, davon 179 Supermärkte, Lebensmittelgeschäfte und Verkaufsläden für den täglichen Bedarf.

### Medien
In Delft erscheint keine eigenständige Tageszeitung. Bis 2005 gab es den Delftsche Courant, eine Nebenausgabe des Haagsche Courant. Dieser ging in der überregionalen Zeitung AD auf, die heute Lokalseiten für die Stadt beinhaltet. Des Weiteren erscheinen Gratiszeitungen wie Delftse Post und Delft op Zondag.

### Tourismus
Delft liegt an der deutsch-niederländischen Ferienstraße Oranier-Route.
Die Stadt verfügt über 16 Hotels und fünf Pensionen mit einer Kapazität von 902 Betten, hinzu kommen eine Jugendherberge, diverse Campingplätze sowie zahlreiche Privatunterkünfte. 2006 wurden 217.025 Übernachtungen verzeichnet, fünf Prozent mehr als im Vorjahr. In Form von Tagesausflügen oder Rundreisen besuchen deutlich mehr Touristen die Stadt; geschätzt wird eine Zahl von mindestens einer Million jährlich.
Touristische Hauptattraktionen sind die Nieuwe und Oude Kerk mit mehr als 164.000 registrierten Besuchern, gefolgt von den Porzellanmanufakturen Koninklijke Porceleyne Fles und Delftse Pauw, die rund 140.000 Besucher verzeichneten. Das Legermuseum und der Prinsenhof kamen auf rund 60.000 auswärtige Besucher.
Am 1. Januar 2007 waren 1900 Mitarbeiter der Gemeinde Delft im touristischen Sektor tätig.

## Infrastruktur

### Verkehr

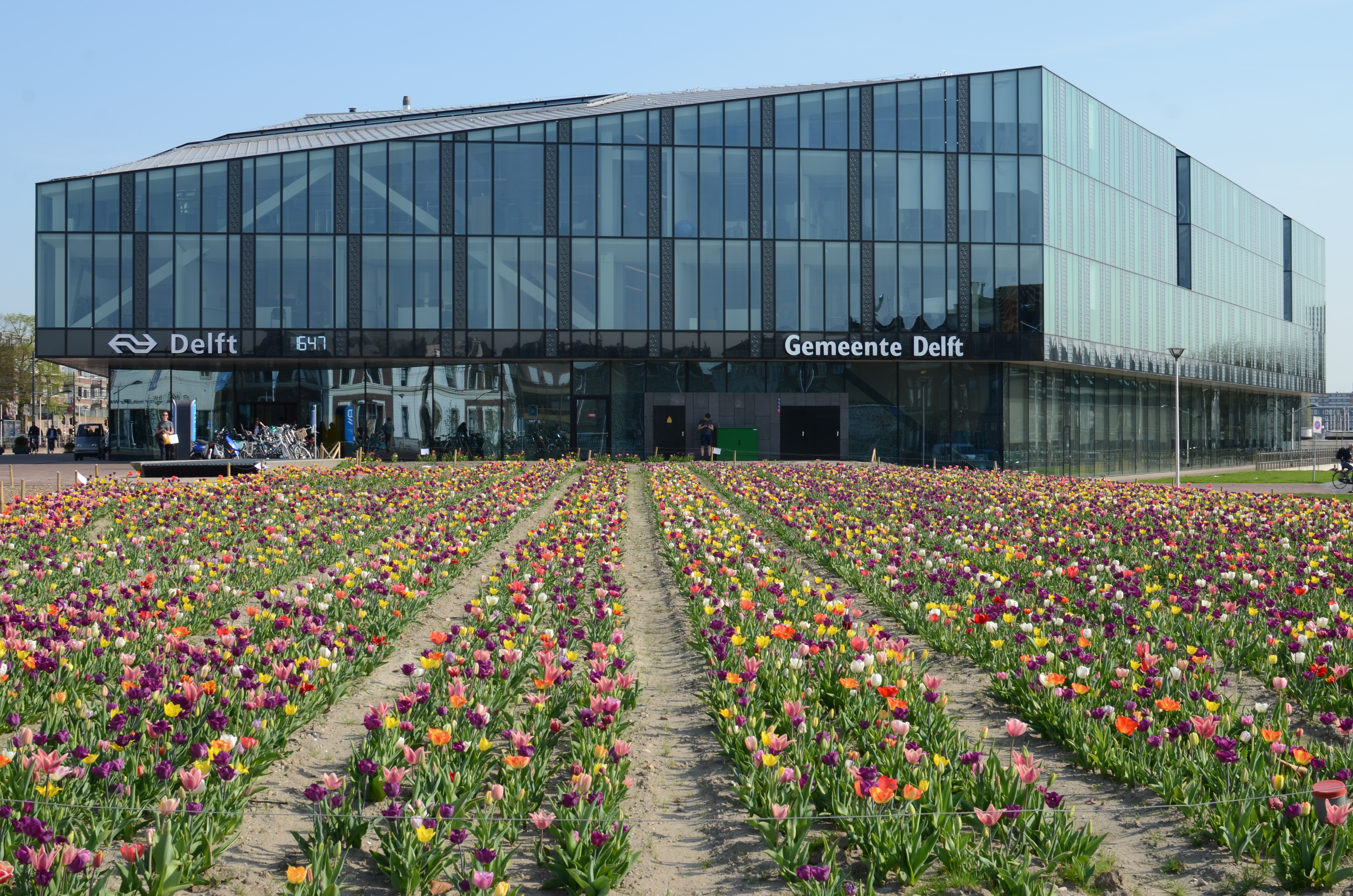
Der Bahnhof Delft, gleichzeitig Sitz der Gemeindeverwaltung

Auto- und Eisenbahnen verbinden Delft mit beiden großen Nachbarstädten. Delft ist an die Autobahnen A4 Amsterdam–Woensdrecht und A13 Den Haag–Rotterdam angeschlossen. Delft hat zwei Bahnhöfe, Delft und Delft Campus, und ist an den nationalen und internationalen Schienenverkehr angeschlossen. Der internationale Flughafen Rotterdam Den Haag liegt acht Kilometer vom Zentrum von Delft entfernt.
Die Straßenbahnlinie 1 der HTM (Haagsche Tramweg-Maatschappij, siehe auch: Liniennetz der Straßenbahn Den Haag) fährt über Rijswijk quer durch Den Haag nach Scheveningen zum Kurhaus. Es ist geplant, die aus Leidschendam kommende Straßenbahnlinie 19 weiter bis auf den Campus der TU Delft zu führen; hierfür wurde 2019 die Sint Sebastiaansbrug südlich des Stadtkerns abgerissen und bis 2020 neu gebaut. Die Eröffnung der erweiterten Straßenbahnlinie ist nach zahlreichen Verzögerungen für das Jahr 2022 geplant. Die Busgesellschaft Connexxion sorgt für den innerstädtischen Verkehr und die Verbindung zu den angrenzenden Orten und Gemeinden.
Die gesamte Innenstadt ist verkehrsberuhigt, die engen Altstadtstraßen oft für den Autoverkehr gesperrt oder als Einbahnstraßen angelegt. Nur zwei Bereiche sind als reine Fußgängerzonen angelegt, das Einkaufsgebiet In de Veste und ein Bereich am neuen Einkaufszentrum Zuidpoort. In den 1970er- und 1980er-Jahren wurde die Maßnahmen zur Verkehrsberuhigung im deutschen Sprechraum als Delfter Modell bekannt.
Die Gemeinde Delft plante mit ihrem Fietsactieplan für die Jahre 2005–2010, zu den fahrradfreundlichsten Städten der Niederlande zu gehören. Hierzu ist die Verkehrsführung in weiten Gebieten so gestaltet, dass Radfahrer Vorfahrt genießen, außerdem werden die Fahrradwege weiter ausgebaut, und zu den vorhandenen vier bewachten Fahrradstellplätzen kommen 2008 und 2010 zwei weitere. Derzeit entsteht auch eine Fahrradunterführung unter der Autobahn A 13.
An besonderen Transportmitteln stehen in den Sommermonaten die so genannten Canalhopper als Grachtentaxis zur Verfügung, die zu den wichtigsten Sehenswürdigkeiten fahren. Vom Rathaus aus verkehrt während der Schulferien eine Pferdestraßenbahn (paardentram) auf einer historischen Route der Innenstadt. Futuristische Velotaxis fahren ein bis zwei Fahrgäste durch die überwiegend verkehrsberuhigte Innenstadt und zu kurzen Ausflügen.

### Öffentliche Einrichtungen
- Krankenhaus
Das Reinier de Graaf Gasthuis (gasthuis bedeutet im Niederländischen neben ziekenhuis Krankenhaus und nicht etwa „Gasthaus“) ist das Delfter Allgemeine Krankenhaus mit 881 Betten, das auch über eine Poliklinik für ambulante Behandlungen verfügt. Als Rechtsnachfolger des am 11. Oktober 1252 von Papst Innozenz IV. in Delft gegründeten ersten Krankenhauses gilt es als ältestes noch bestehendes Krankenhaus der Niederlande.
- Öffentliche Bibliothek Dok
De Discotake, die frühere öffentliche Bibliothek wurde 2002 mit dem Delfter Kunstzentrum zusammengelegt. Mit einer Einschreibung besteht nun Zugriff auf mehr als 200.000 Bücher, 400 Zeitschriften, 40.000 CDs und DVDs, eine große Notensammlung, eine ausgedehnte Kinderabteilung mit Hörbüchern, Spielen und einer PlayStation-Spiele-Kollektion sowie 4000 ausleihbare Kunstwerke aus der Zeit nach 1960, Musik, Filme, Spiele und Kunstwerke in drei Bibliotheken (an der Vesteplein im Zentrum, in Tanthof und in Voorhof)[53]
- Gemeindearchiv
Das Gemeindearchiv befindet sich an der Oude Delft 169 und beherbergt rund 850 Einzelbestände, darunter überlassene Bestände von Kirchen, Vereinen, politischen Parteien, Betrieben und Privatpersonen. Ältestes Dokument ist die Erklärung der Stadtrechte vom 15. April 1246.[54] Ein Großteil der umfangreichen Bild- und Tonsammlung ist digitalisiert und im Internet abrufbar.

### Bildung
Delft verfügt über 16 konfessionelle (acht katholische, acht protestantische) und neun öffentliche Grundschulen (Basisonderwijs), einschließlich einer Montessori- und einer Daltonschule sowie an weiterbildenden Schulen (Voortgezet onderwijs) das Grotius College, das Stanislas College und ein christliches Lyzeum.
Einen höheren Bildungsabschluss (hoger onderwijs) bieten die Fachhochschule Hogeschool Inholland und die Technische Universität Delft.

## Persönlichkeiten

### Geboren in Delft
- Pontus Heuterus (1535–1602), Historiker und römisch-katholischer Geistlicher
- Michiel van Mierevelt (1567–1641), Maler
- Luise Juliana von Oranien-Nassau (1576–1644), Kurfürstin von der Pfalz
- Piet Pieterszoon Heyn (1577–1629), Freibeuter
- Hugo Grotius (1583–1645), Philosoph, reformierter Theologe, Rechtsgelehrter und früher Aufklärer
- Friedrich Heinrich von Oranien (1584–1647), Statthalter der Vereinigten Niederlande
- Adriaen Pietersz. van de Venne (1589–1662), Maler und Dichter
- Leonaert Bramer (1596–1674), Maler
- Maria Belgia (1599–1647), portugiesische Prinzessin
- Theodor Graswinckel (1600–1666), Jurist und Verfechter der Freiheit der Meere
- Evert van Aelst (1602–1657), Stilllebenmaler
- Hendrick Cornelisz. van Vliet (1611/1612–1675), Maler des Goldenen Zeitalters
- David Beck (1621–1656), Porträtmaler
- Egbert van der Poel (1621–1664), Maler
- Christoph Delphicus von Dohna (1628–1668), schwedischer General und Diplomat
- Jan Vermeer (1632–1675), Maler des Barock
- Antoni van Leeuwenhoek (1632–1723), Naturforscher, Erbauer und Nutzer von Lichtmikroskopen
- Anthonie Heinsius (1641–1720), Staatsmann und Ratspensionär
- Maria Duyst van Voorhout (1662–1754), Stifterin
- Martinus van Marum (1750–1837), Arzt, Naturforscher, Chemiker und Wissenschaftler
- Adrianus Sanderus van der Boon Mesch (1762–1828), Mediziner
- Hendrik Carel van der Boon Mesch (1795–1831), Mediziner und Naturwissenschaftler
- Mienette van der Chijs (1814–1895), Weltreisende, Publizistin und Sozialreformerin
- Suzanne Manet (1829–1906), niederländisch-französische Pianistin
- Bernard Gijlswijk (1870–1944), römisch-katholischer Erzbischof und Diplomat des Heiligen Stuhls
- Antoinette van Hoytema (1875–1967), Malerin
- Jan Thomée (1886–1954), Fußballspieler
- Evert van Dijk (1893–1986), Luftfahrtpionier und Pilot
- Wouter C. Braat (1903–2000), Archäologe
- Joop van Nellen (1910–1992), Fußballspieler
- Lo Simons (1910–1956), Motorradrennfahrer
- Jan Schoonhoven (1914–1994), Künstler
- Martinus Osendarp (1916–2002), Leichtathlet
- Cornelis Kalkman (1928–1998), Botaniker
- Piet Bukman (1934–2022), Politiker
- Jan Henderikse (* 1937), Künstler
- Christina Baas-Kaiser (1938–2022), Eisschnellläuferin
- Nico Haak (1939–1990), Schlagersänger und Entertainer
- Ria Stalman (* 1951), Sportjournalistin und Leichtathletin
- Theo van Lint (* 1957), Armenologe
- Alexander Pechtold (* 1965), Politiker
- Ingrid van Engelshoven (* 1966), Politikerin
- Eeke van Nes (* 1969), Ruderin
- Simon Vroemen (* 1969), Hindernisläufer
- Maria Jongeling (* 1975), Radsportlerin
- VanVelzen (* 1978), Sänger und Songschreiber
- Marieke van der Wal (* 1979), Handballspielerin
- Daniël van der Stoep (* 1980), Politiker
- Julian Jenner (* 1984), Fußballspieler
- Tim van der Zanden (* 1984), Bahn- und Straßenradrennfahrer
- Aaron Meijers (* 1987), Fußballspieler
- Michaëlla Krajicek (* 1989), Tennisspielerin
- Jesper Asselman (* 1990), Radrennfahrer
- Arantxa Rus (* 1990), Tennisspielerin
- Kelly Vollebregt (* 1995), Handballspielerin
- Denso Kasius (* 2002), Fußballspieler
- Tijmen van der Helm (* 2004), Autorennfahrer

### Mit der Stadt verbunden
- Willem van Oranje (1533–1584), nahm 1572 seine Residenz in Delft, wo er 1584 einem Attentat zum Opfer fiel.
- Louise de Coligny (1555–1620). Nach Willems Ermordung zog sie sowohl ihren eigenen Sohn als auch Willems Töchter in Delft auf, wo sie bis ein Jahr vor ihrem Tod lebte.
- Palamedes Palamedesz (1607–1638), Schlachten- und Porträtmaler, wirkte und starb in Delft.
- Carel Fabritius (1622–1654), zog 1650, nach seiner Heirat mit Agatha van Pruyssen, nach Delft.
- Balthasar van der Ast (1593 oder 1594–1657), lebte ab 1632 in Delft.
- Jan Steen (1626–1679), lebte von 1654 bis 1657 in Delft und betrieb die Herberge De Roscam an der Oude Delft 74.
- Pieter de Hooch (1629–1684), lebte längere Zeit in Delft, vermutlich von 1652 bis 1661.
- Reinier de Graaf (1641–1673), lebte seit 1666 in Delft. Das Delfter Krankenhaus Reinier De Graaf Gasthuis ist nach ihm benannt.
- Agneta Matthes (1847–1909), Unternehmerin und Stifterin des Agnetaparks
- Petrus Jacobus Kipp (1808–1864), betrieb ab 1830 eine Apotheke an der Oude Delft 162.
- Pierre van Hauwe (1920–2009), lebte seit 1945 in Delft.
- Jan Timman (* 1951), verbrachte seine Kindheit und Jugend in Delft.
- Alquin ist eine Rockband aus Delft.